# 2階建車両
2階建車両（にかいだてしゃりょう）とは、2層の客室構造で設計・製造された鉄道車両や自動車（バス車両など）のこと。イギリス英語では「ダブルデッカー」(Double decker) 、アメリカ英語では一般的に「バイレベル・カー」(Bilevel car) と呼ばれる。1両あたりの床面積を増やして乗車定員を増やしたり、2階席の眺望を付加価値とする目的で採用される。
キャンピングカーには居室を2層構造としたものもあるが、走行中に乗車するための構造ではないため、2階建車両としては扱われない。

## 概要
一般的には通常の車両よりも屋根の地上高を高く、1階部分の床の地上高を低くして2層の居住空間を確保している。
バスの場合は、1階の客室がホイールベース間に制限されることから2階の床面積の方が広い場合が多い。鉄道車両で台車間の車両中間部分のみを2階建て構造とする場合には、1階と2階の床面積はほぼ同等となるが、前後に連結された車両への通路を2階に通すなどのために2階部分が台車上まで広がり、バスと同様に1階よりも床面積が広くなっている場合がある。
鉄道車両の運用では、通常の車両より視点が低く眺望に劣る1階席と、逆に視点が高く眺望に優れている2階席とで、等級や料金を分けている場合がある。バスの運用では、1階部分を荷物置き場やフリースペースとしている例もある。
車両の全高が高くなることにより重心が高くなりロールが大きくなりやすいほか、車体の前面投影面積および表面積が増すことから空気抵抗や空力騒音が大きくなる。また当然ながら車両そのものも重くなり、加減速や電力消費量、バスの場合は燃費にも影響が出る。このような理由から東海道・山陽新幹線では運行速度の高速化を重視して300系以降の車両では2階建車両を採用していない。鉄道よりもロールが大きくなりがちなバスの2階席は通常の車両よりも横揺れが大きく感じられ、一方で通常の車両よりも床が低い1階席はロールセンターに近くなるため通常より横揺れが小さく感じられる。
こうした走行特性の悪化や車両限界、法令や道路周辺の構造物による制限から、全高をやみくもに高くすることはできず、各階とも通常の車両より天井が低く、居住性が悪くなる傾向にある。
また車室内の構造上、限られたスペースに設けられた階段を利用するため、乗客や乗員の移動に時間がかかる欠点を持つ。1階部分も車両両端部より床が低くなり、移動制約者の利用に配慮が必要となる。日本の鉄道では2階建車両でも車端部は平屋であるため、移動制約者はこの部分に誘導されることが多い。また鉄道では車内販売に使用するワゴンの通り抜けに難がある。一方でプラットホームが低い海外の鉄道では、1階部分に扉を設けることで乗降を容易にできる場合もある。
この構造を採り入れた最初の車両としては、馬車のオムニバスが最初といわれている。この場合は1両あたりの座席数を増やして効率的な運用を行うという面が大きく、当初は屋根の上に乗りきれない場合は命がけで乗ったとされる。

## バス

### 世界の2階建バス
イギリス（英国）およびその植民地・旧植民地で、路線バスとして運行されている2階建バスは、1898年オムニバスを馬車から自動車化した際にそのまま引き継がれたものといわれている。1829年から御者席を屋根先に付けて乗合馬車として運行されていたオムニバスに1850年代ころから乗り切れない客が屋根に乗るようになり、やがて屋根上がオープンデッキにされた。
英国の2階建バスとしては、1956年から運行されているロンドンのルートマスターが有名であり、市民に親しまれた存在であったが、排出ガス規制や構造上ワンマン運行ができないという理由などにより、保存路線を除き、2005年（平成17年）をもって新型のバスに代替されている。ロンドンの車体の赤色は、1910年に最大手が製作し始めたBタイプと呼ばれるバスに赤を使ったことによりイメージが定着、シンボルとしてそれが続ている。現在はワンマン運行が可能な2階建バスが、英国内の主要都市、香港、シンガポール、インドのムンバイ、カナダのビクトリアやケロウナなどで運行されている。
大韓民国（韓国）では、日本のはとバスなどと同様に定期観光バスとして、ソウル市内の観光地を循環するソウルシティツアーバスが運行されている。またソウル首都圏では、隣接する京畿道内各地とソウル市内との間を高速道路や自動車専用道路経由で結ぶ広域直行バスにも、輸送力不足・立席乗車・乗り残し問題 の解消を図る目的で2階建バスが導入されている。2014年（平成26年）11月から2015年（平成27年）にかけてアレクサンダー・デニス・E500を使用して試験運行が行われ、2015年下期からは韓国の道路法令に適合する規格のボルボB8RLEの輸入が認められたことにより本格的に導入されることとなった。
台湾では、台北市内、高雄市内、台南市内を巡回する定期観光バスとして、ボルボB8RLEのオープントップバスタイプが導入されている。（運行は台北が三重客運、高雄が高雄客運、台南が府城客運）
中国では、北京、大連、上海（911路）、蘇州（86路）、無錫（81路）、寧波、武漢、昆明、南寧、桂林、深圳などで運行している。
香港の一般路線バスの車両は2階建バスが主流であり、街中を数多くの2階建バスが走行する風景は香港名物となっている。

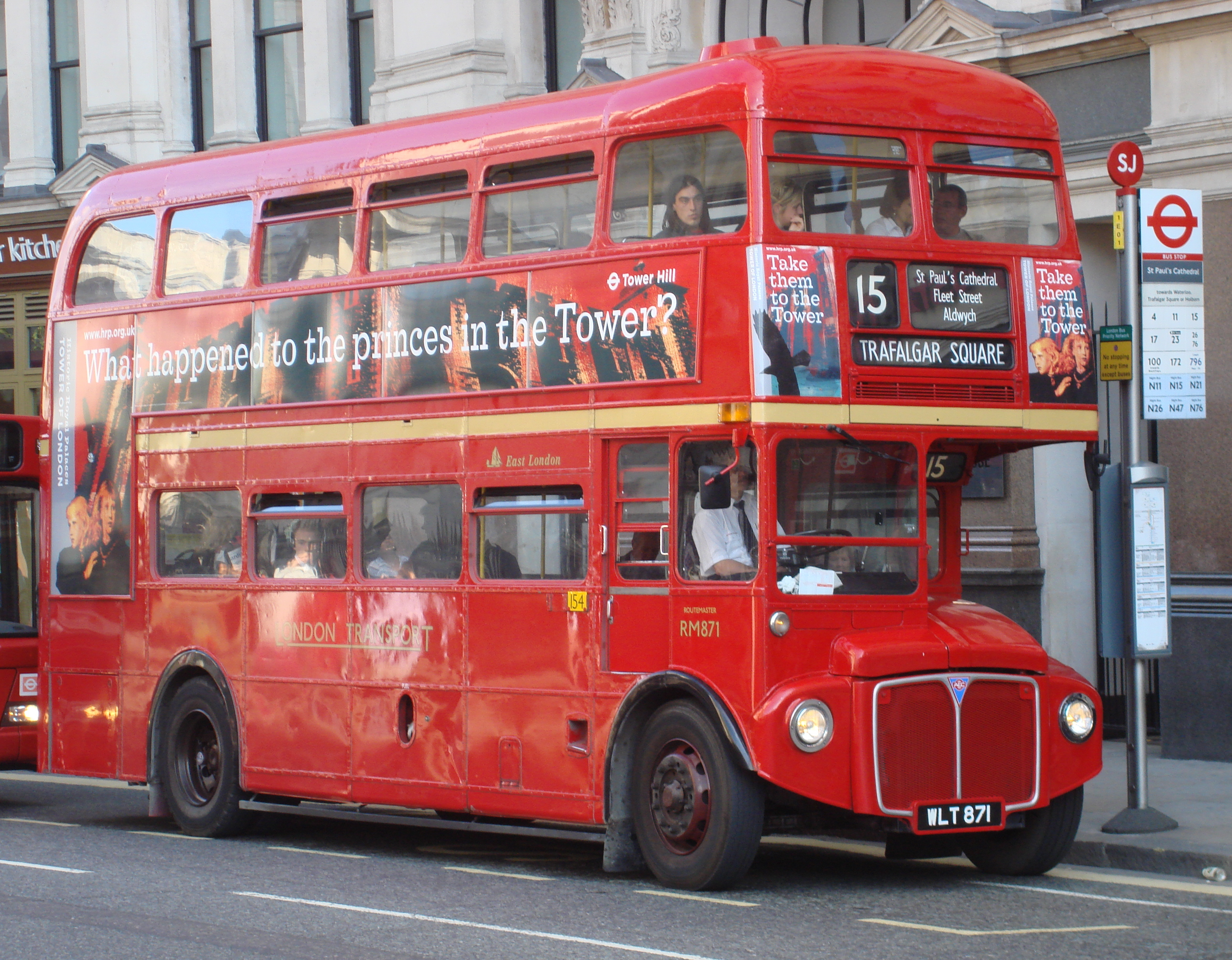
AEC・ルートマスター 日本でも「ロンドンバス」で知られる2階建バスの代名詞
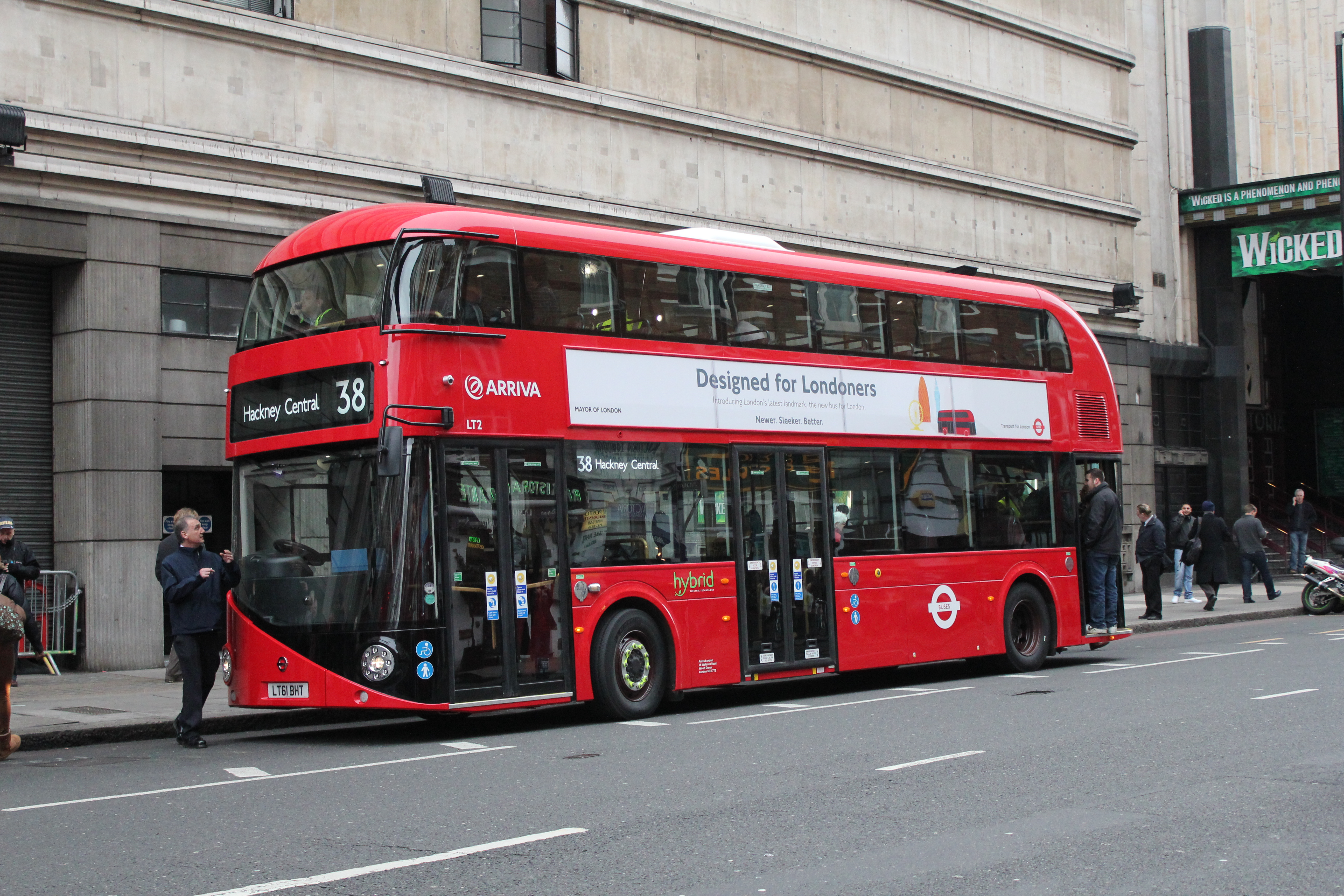
ライトバス・ニュールートマスター
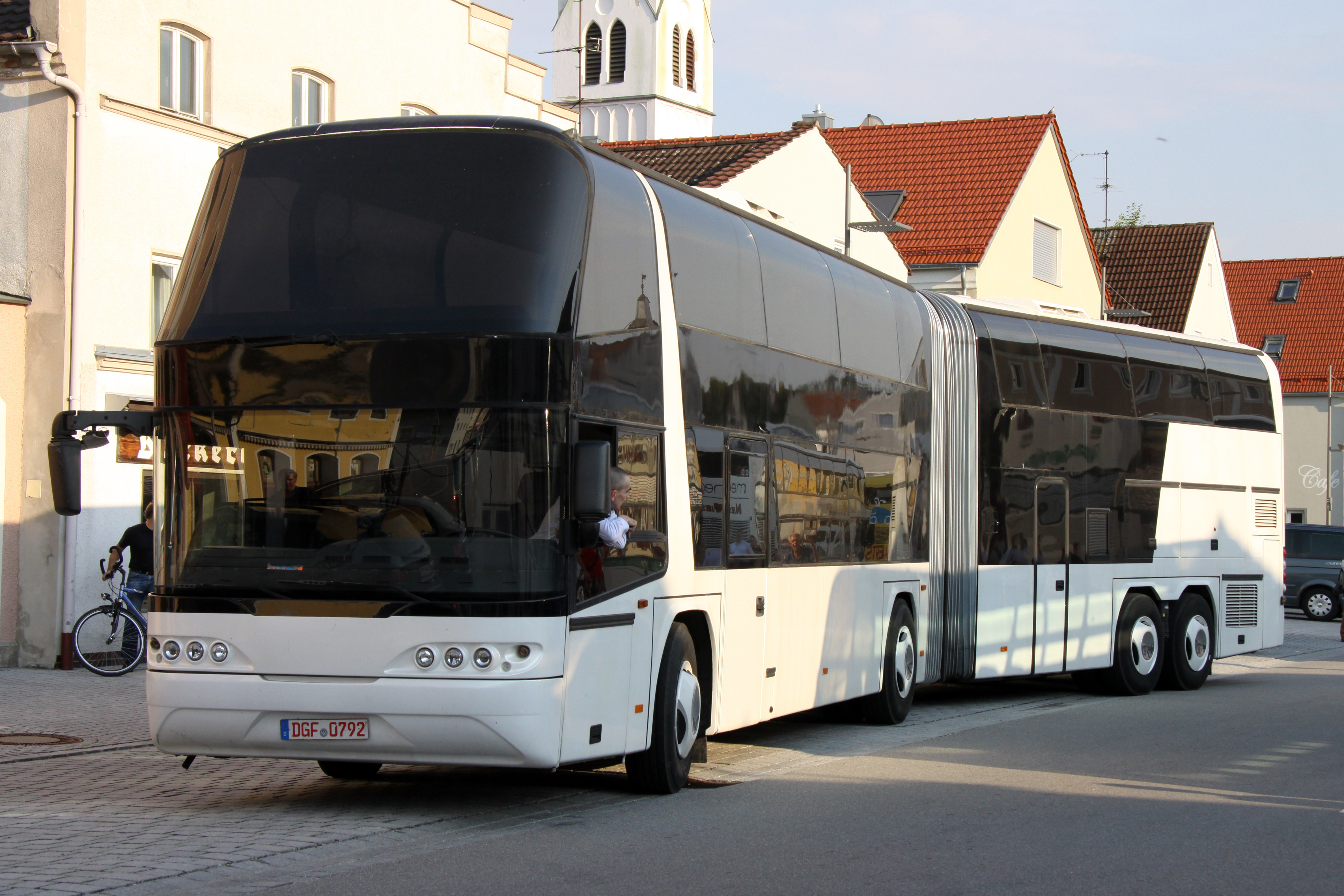
ネオプラン・ジャンボクルーザー。2階建連節バス。
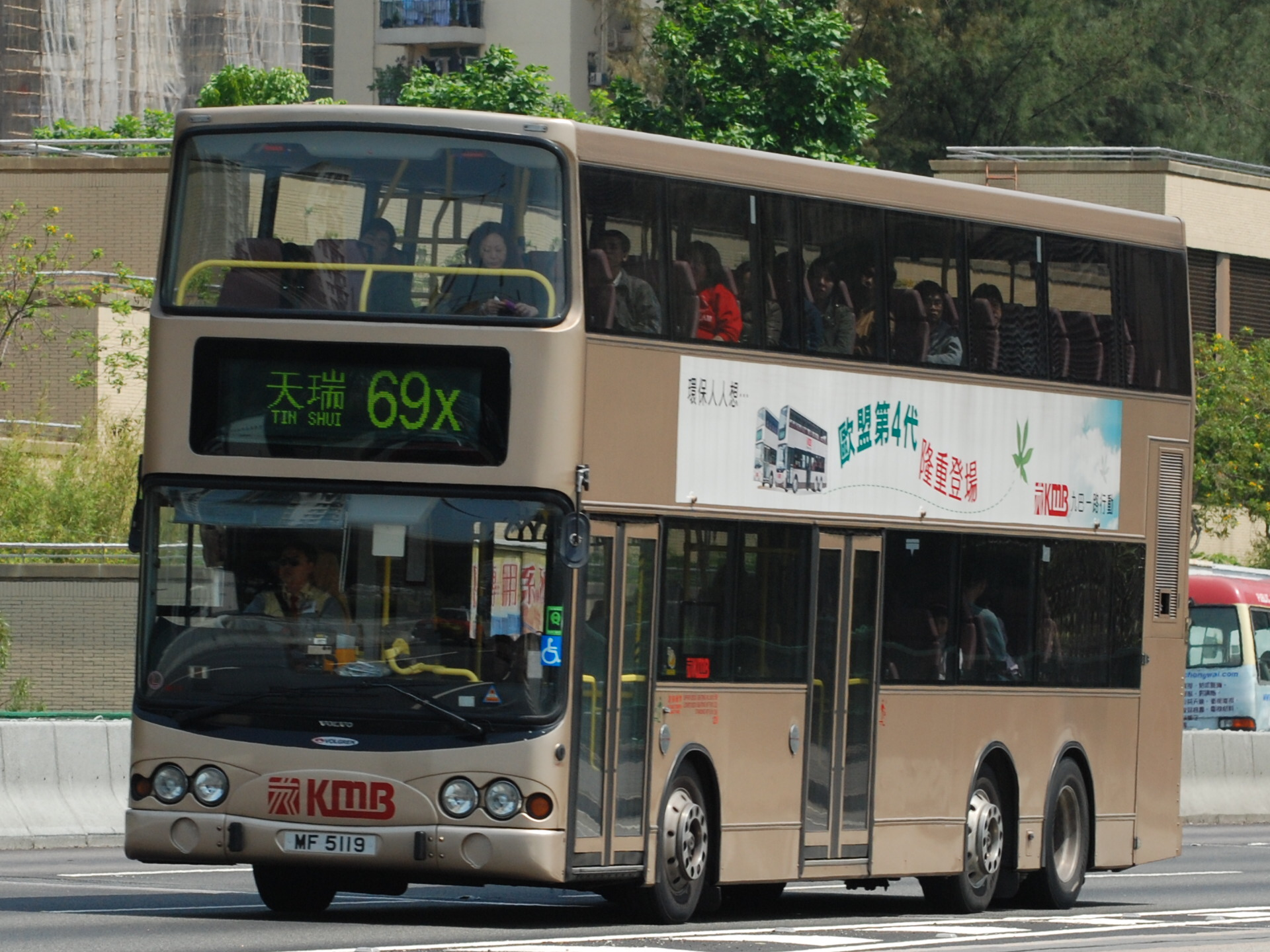
香港の2階建バス
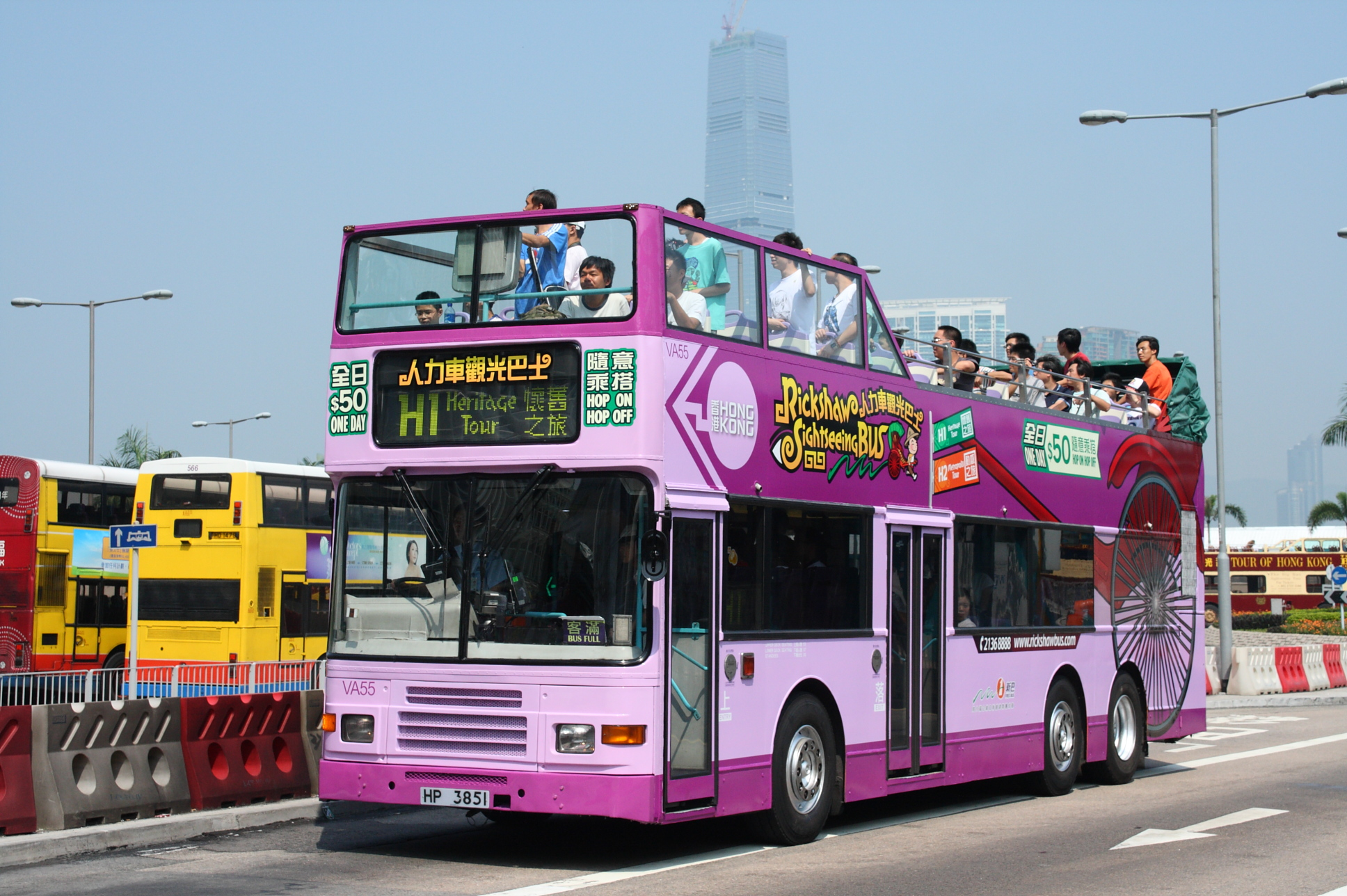
香港の2階建オープントップバス 新世界第一バス
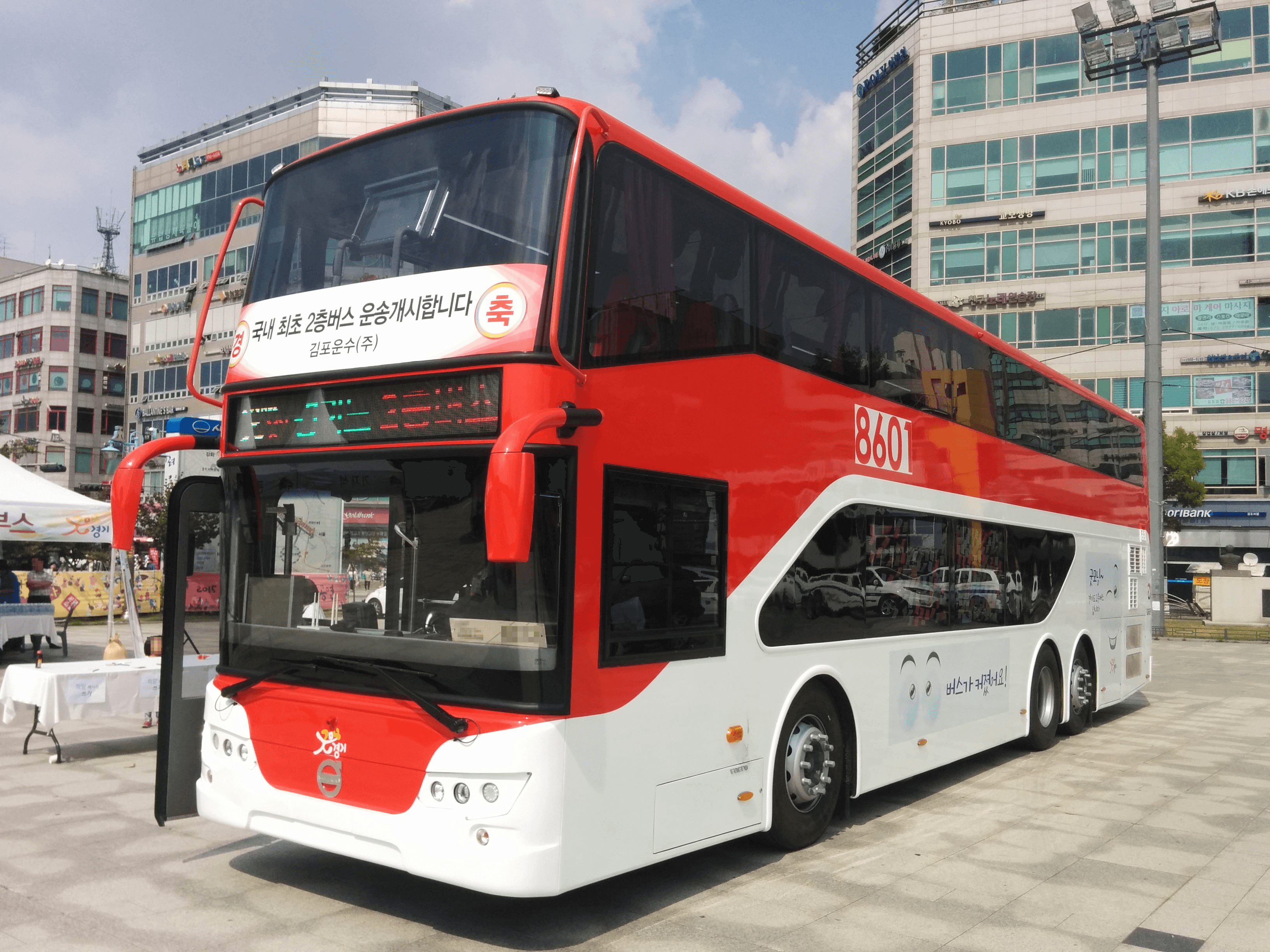
韓国の京畿道広域直行バスに導入されたボルボB8RLE
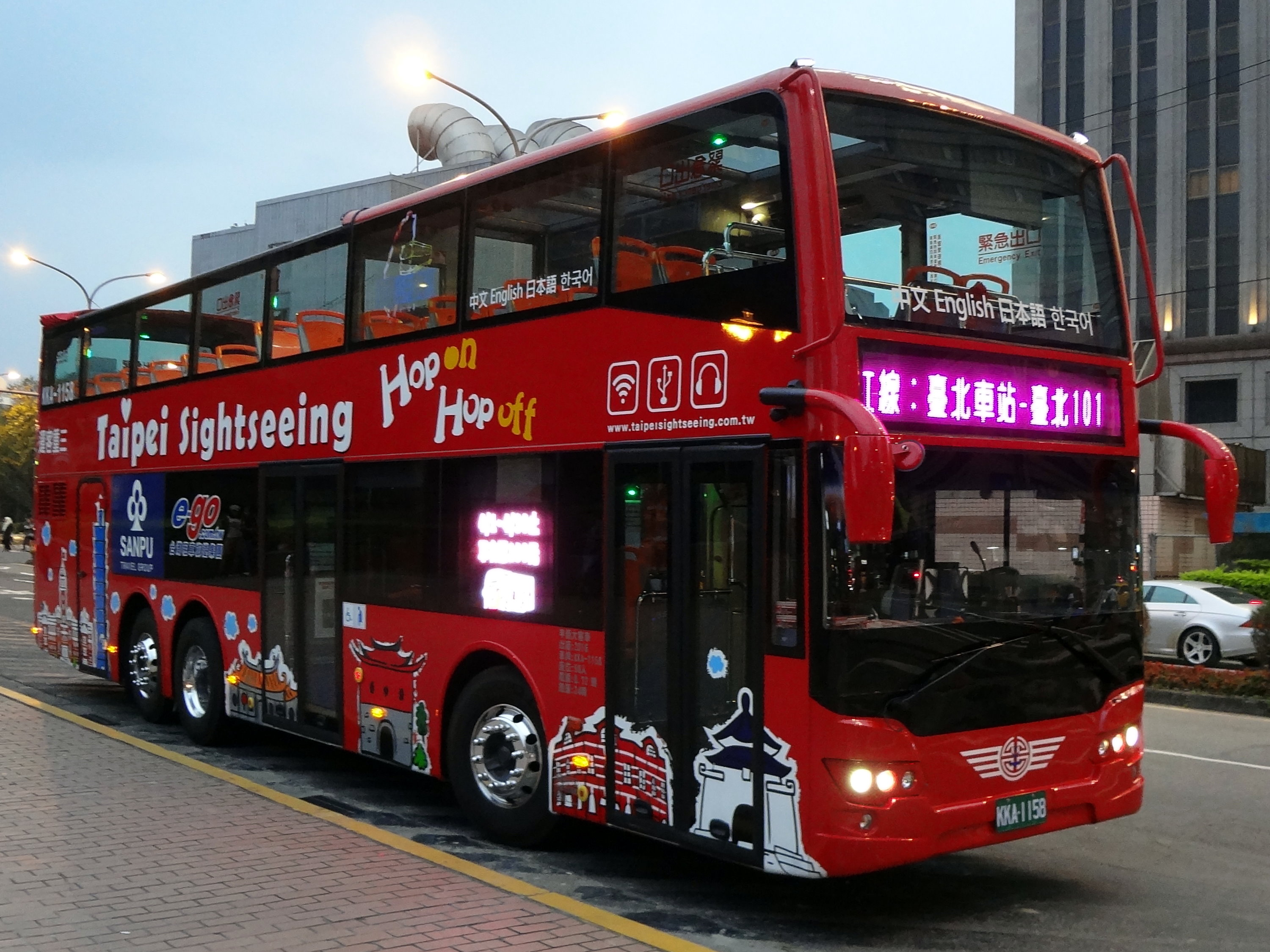
三重客運による台北市内定期観光バス
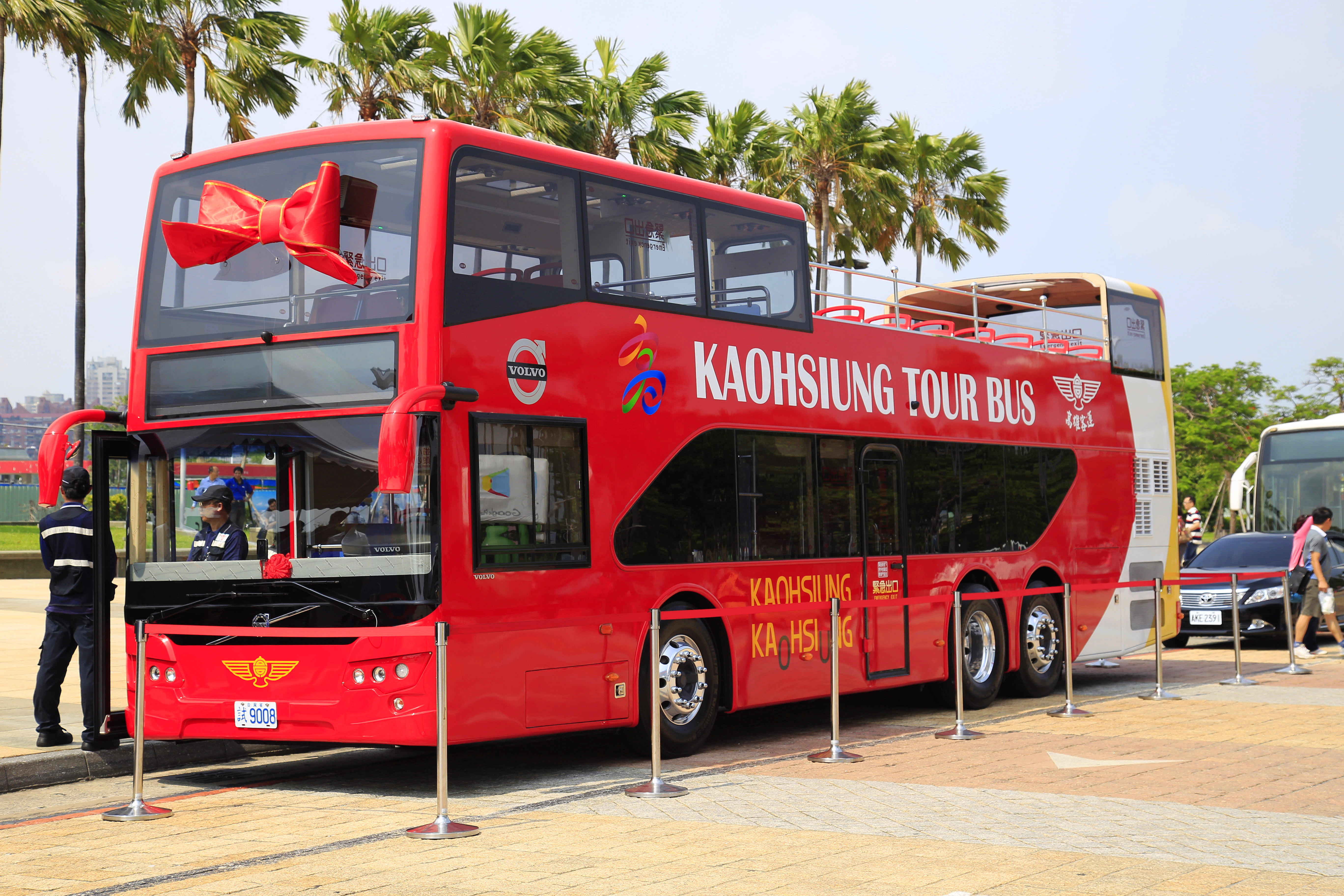
高雄客運による高雄市内定期観光バス
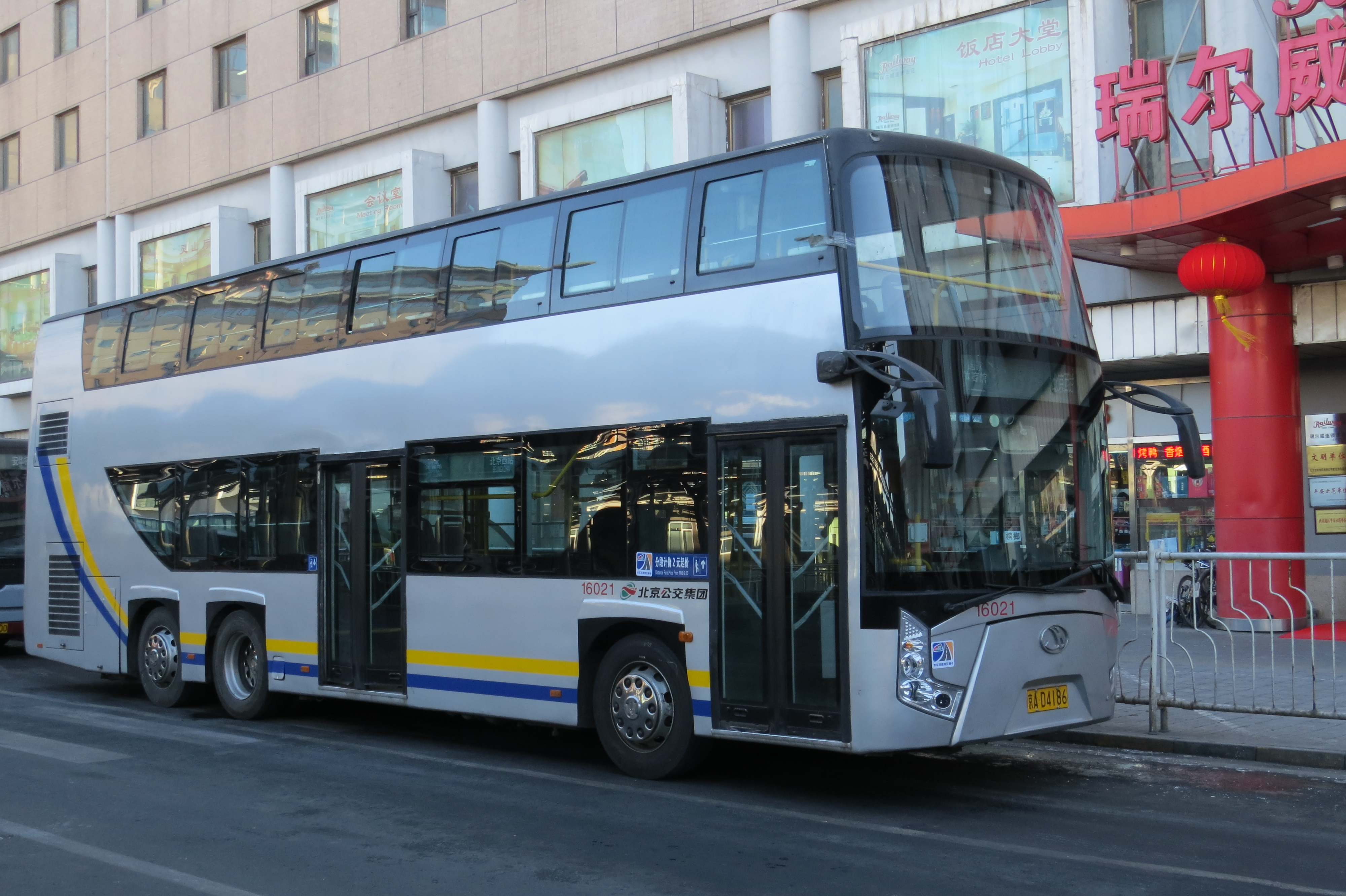
北京の2階建バス
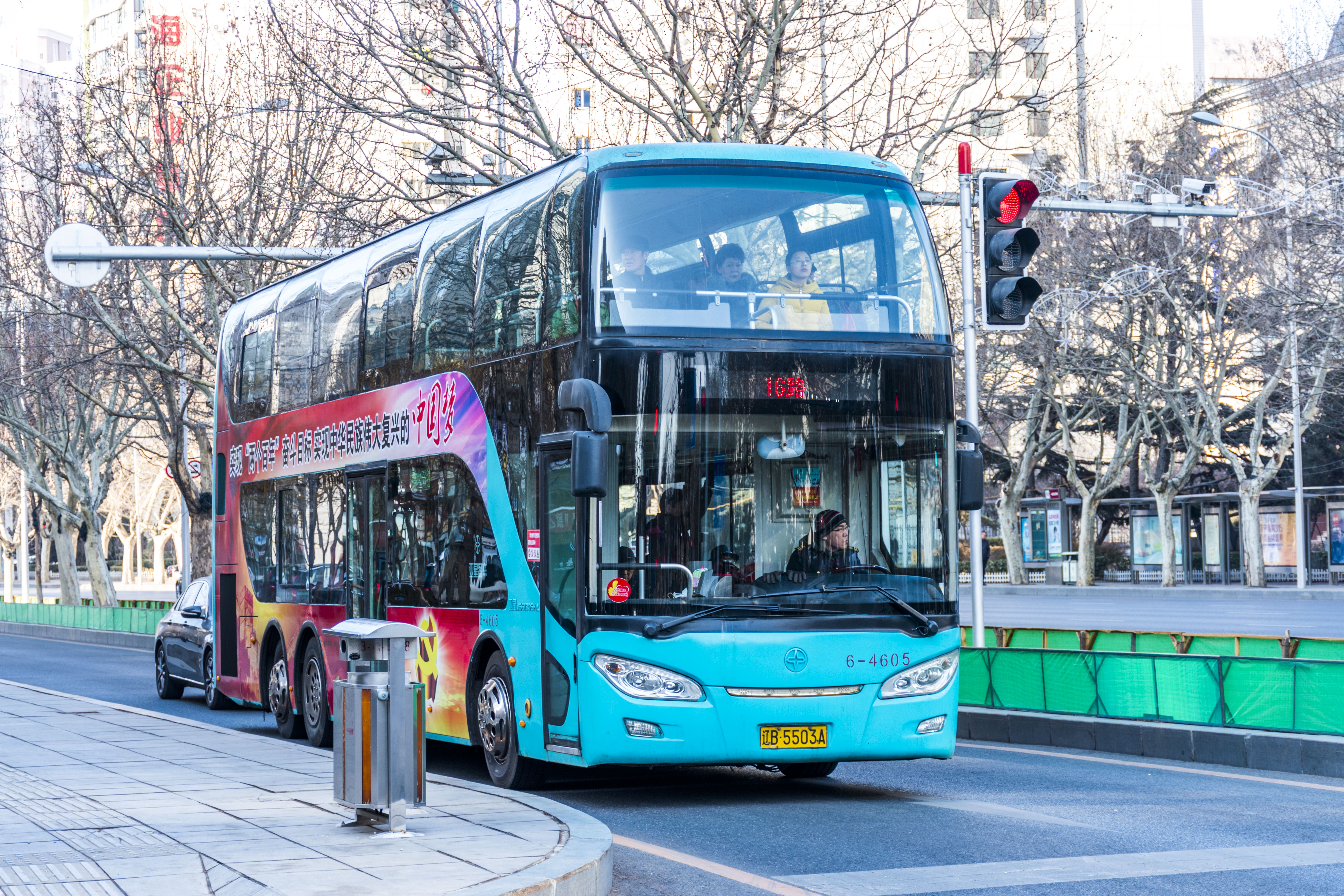
大連の2階建バス
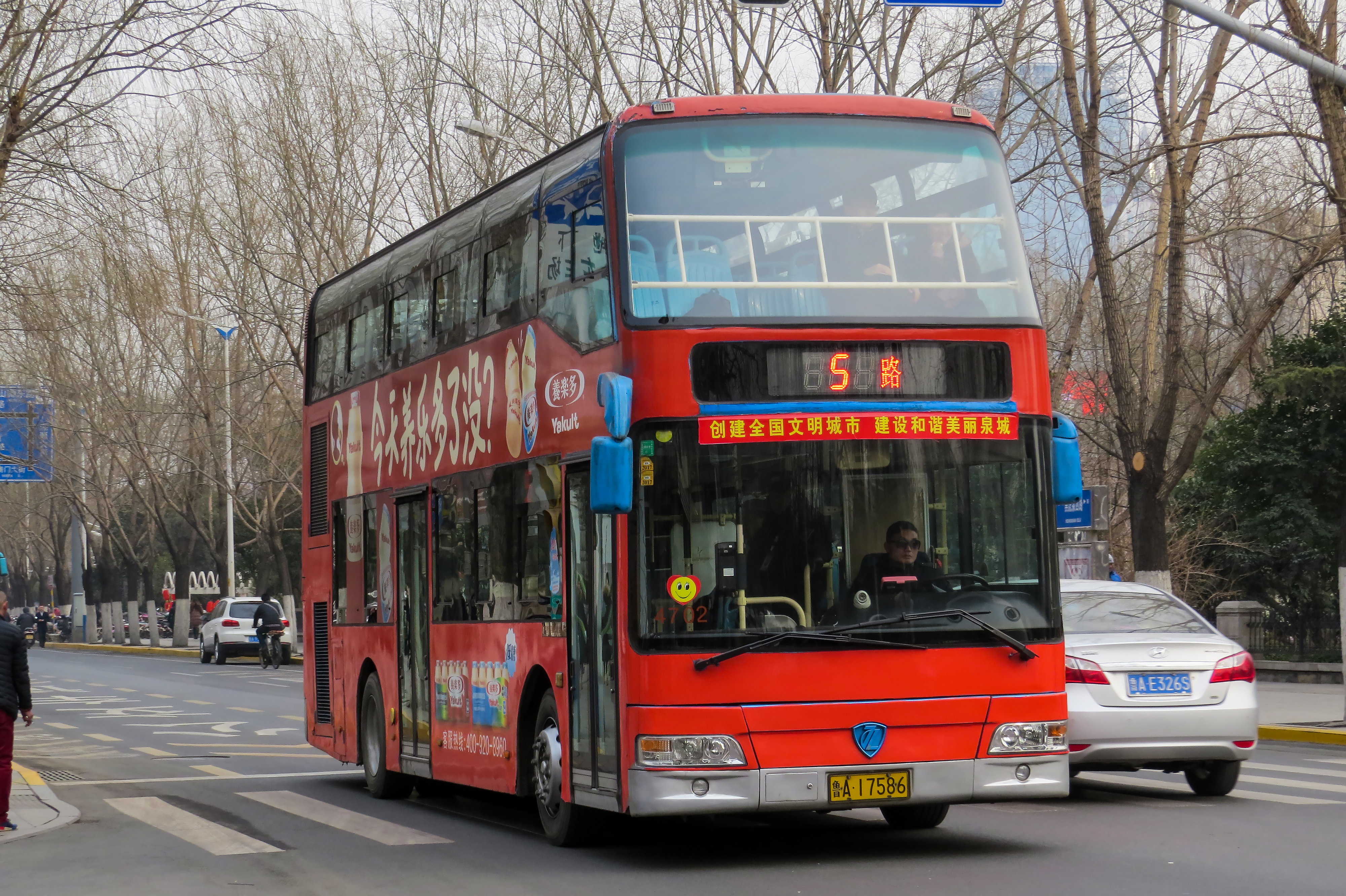
済南市の2階建バス
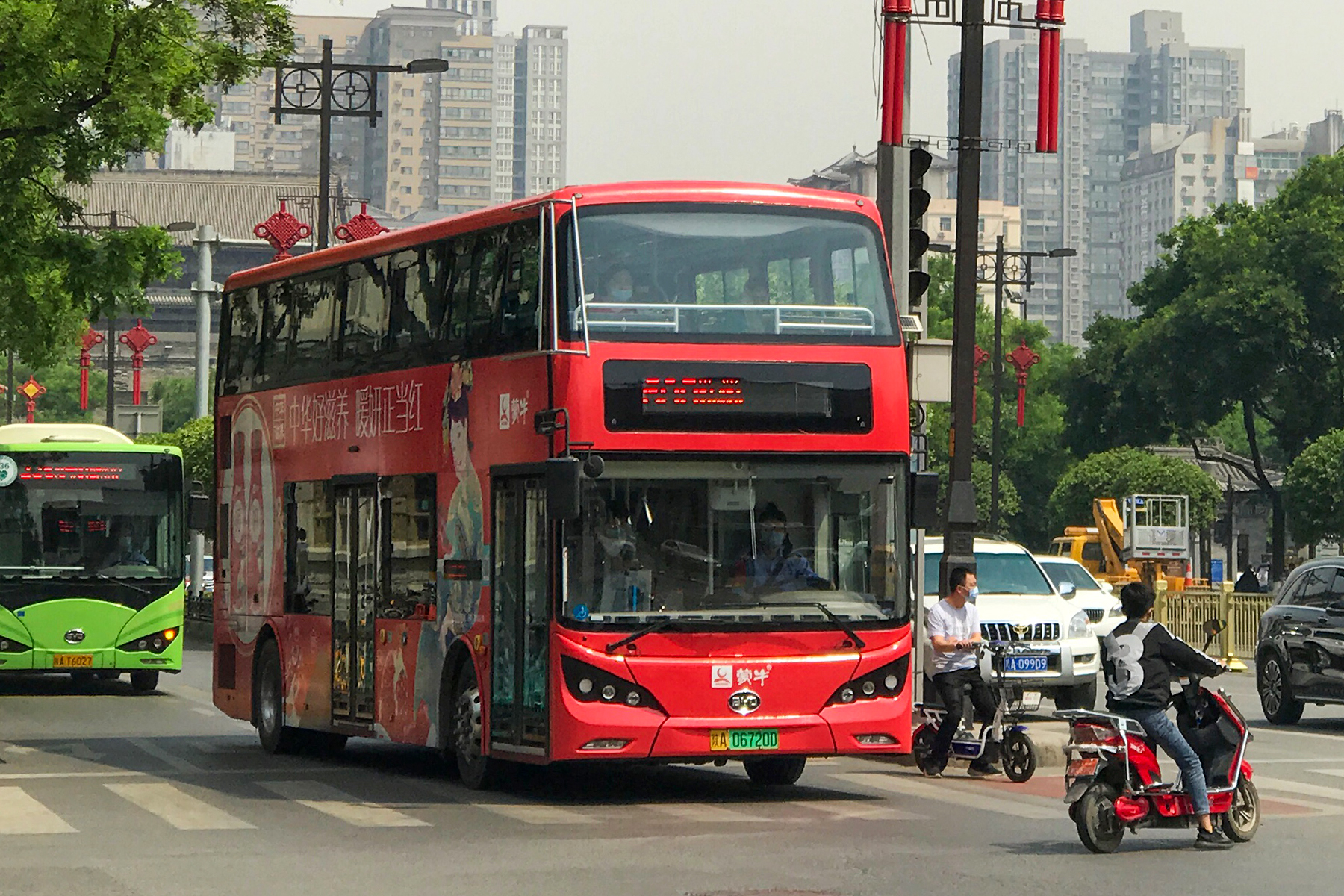
西安市の2階建バス
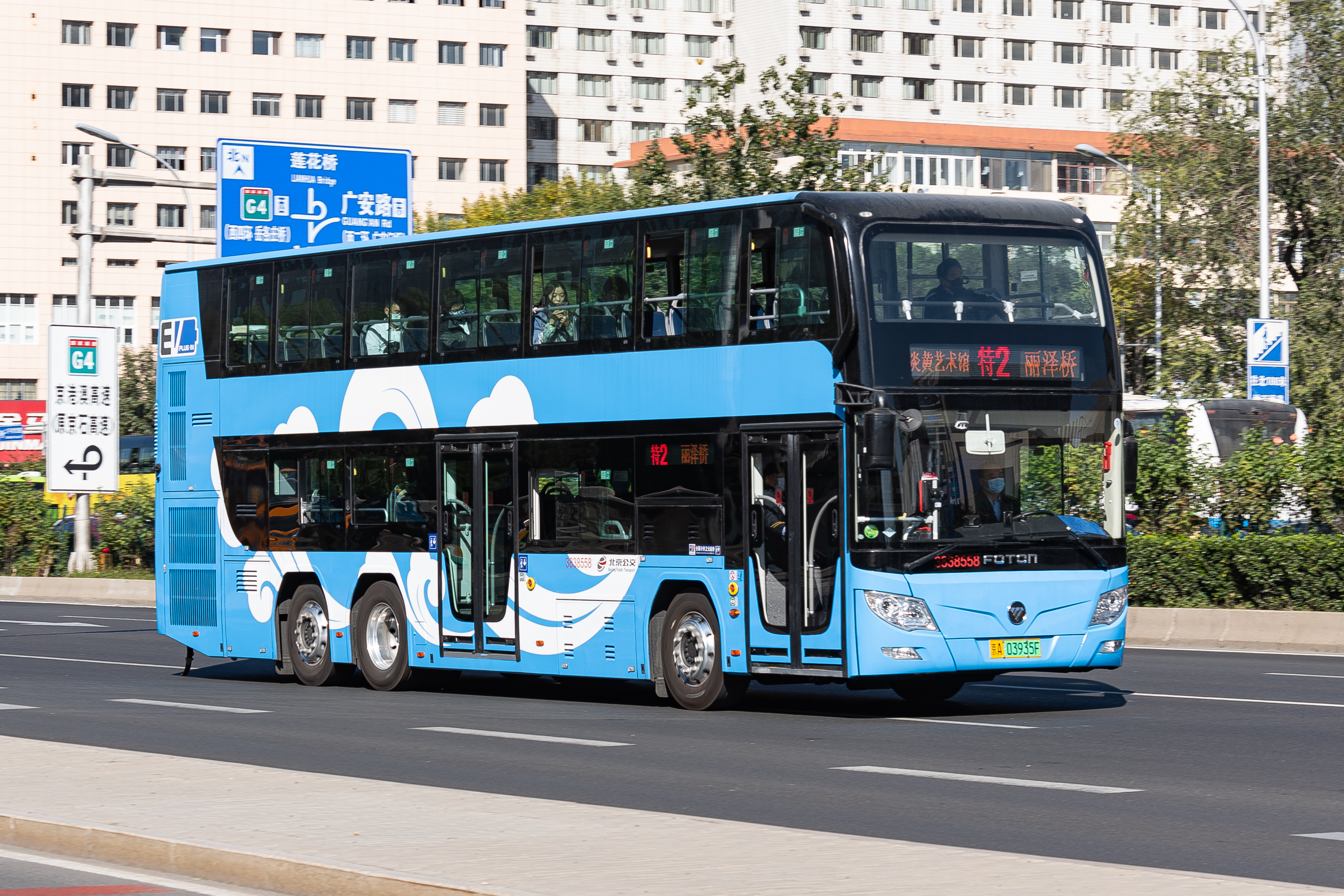
北京のプラグインハイブリッド2階建バス
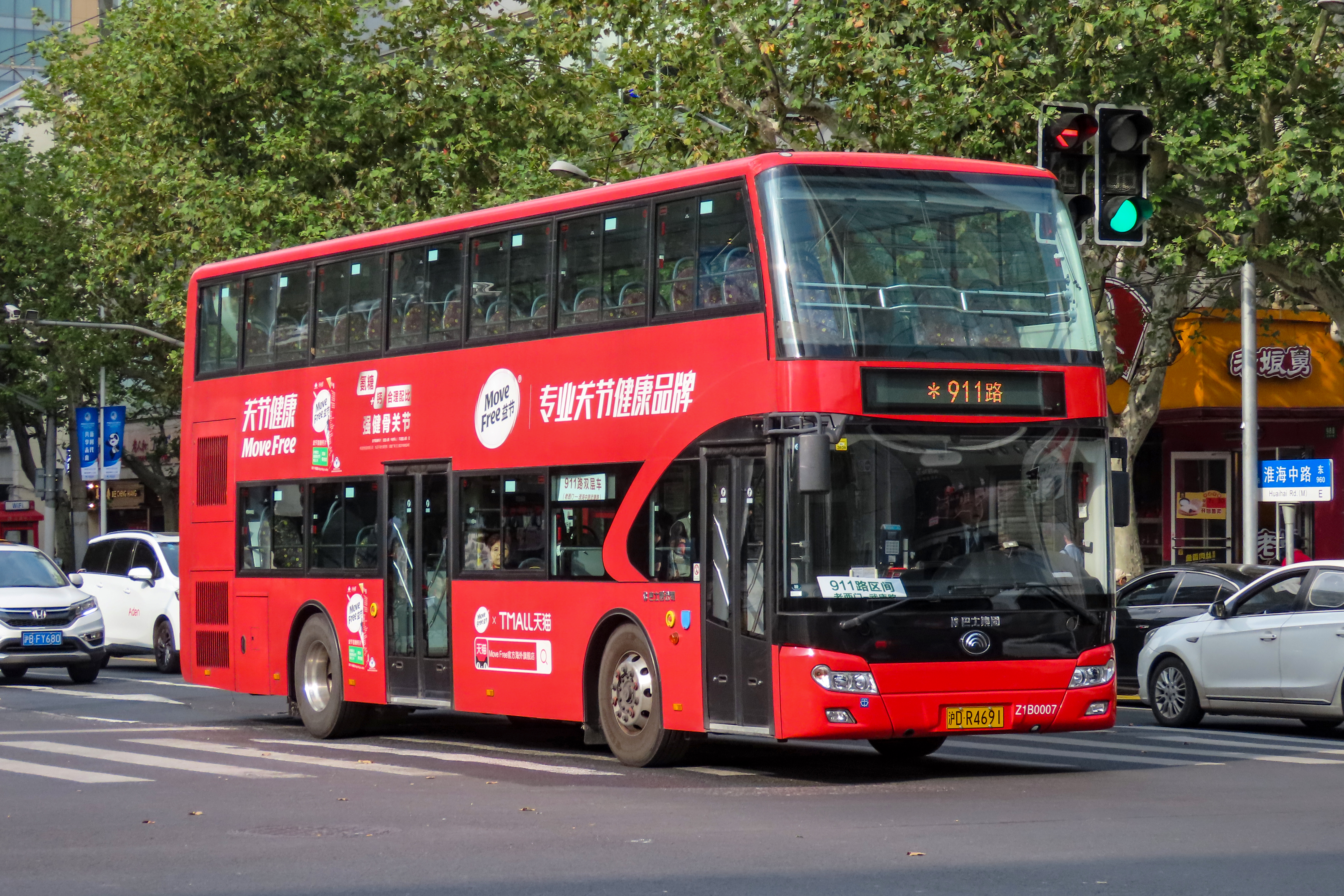
上海の2階建バス（911路）
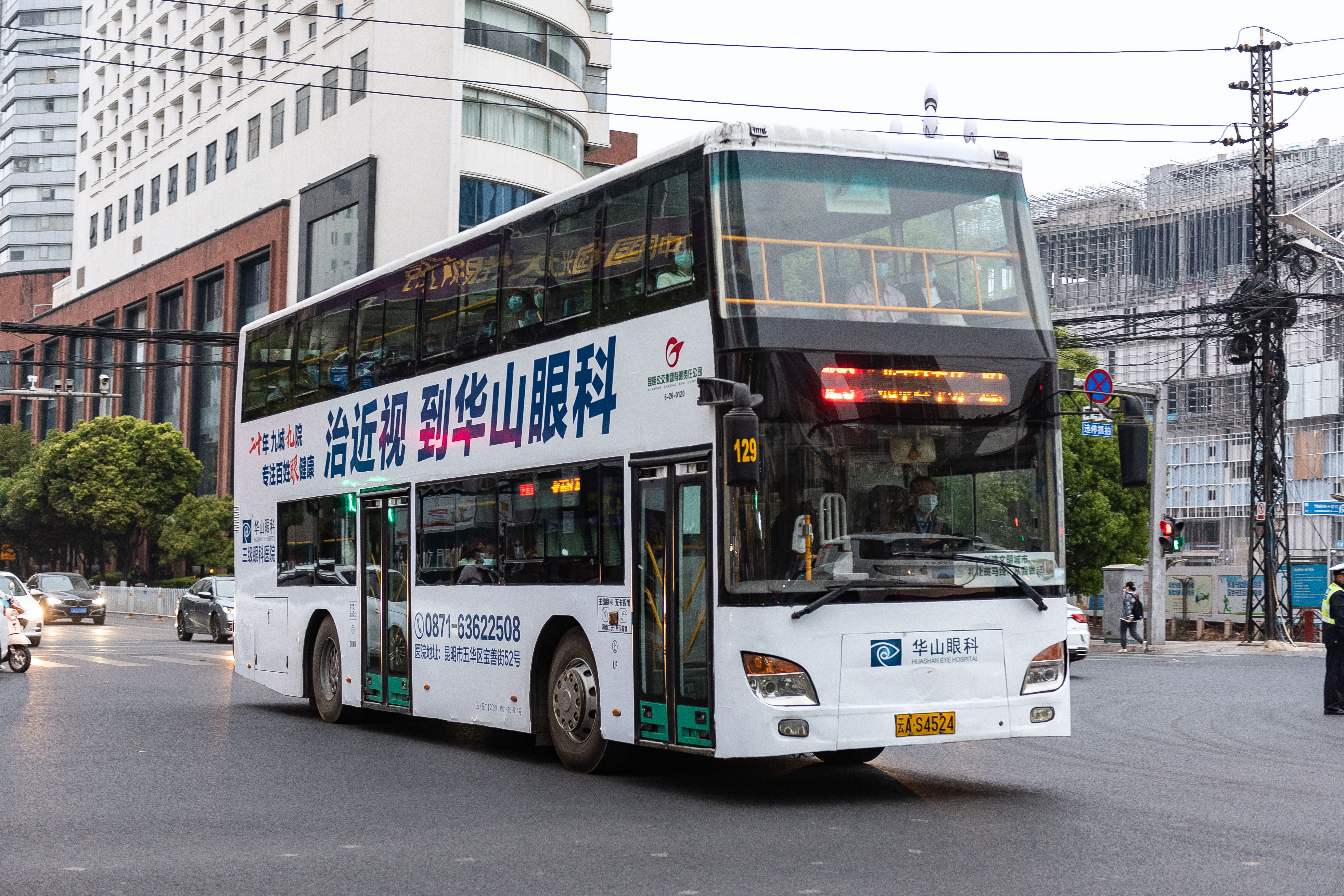
昆明の2階建バス
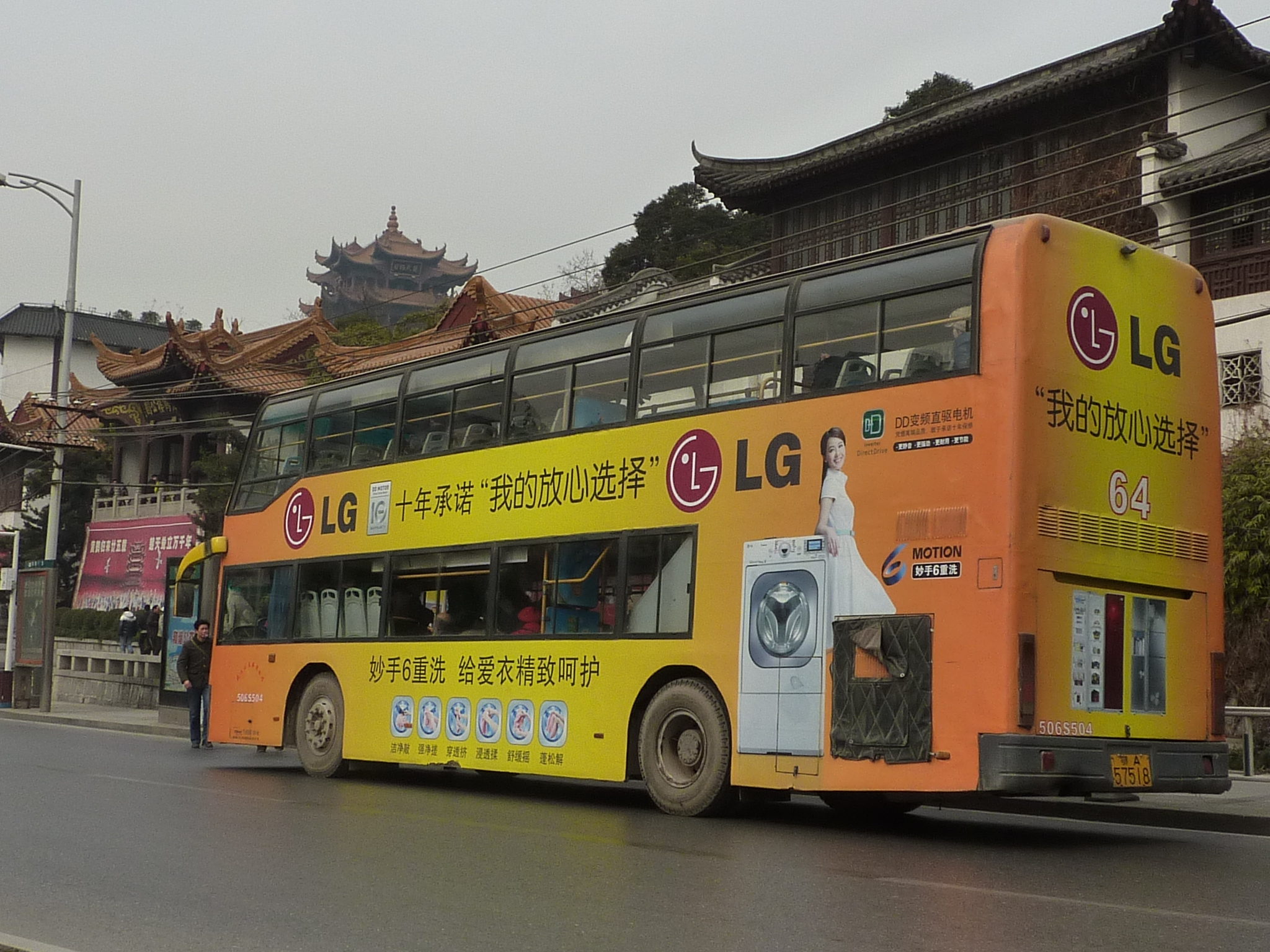
武漢の2階建バス
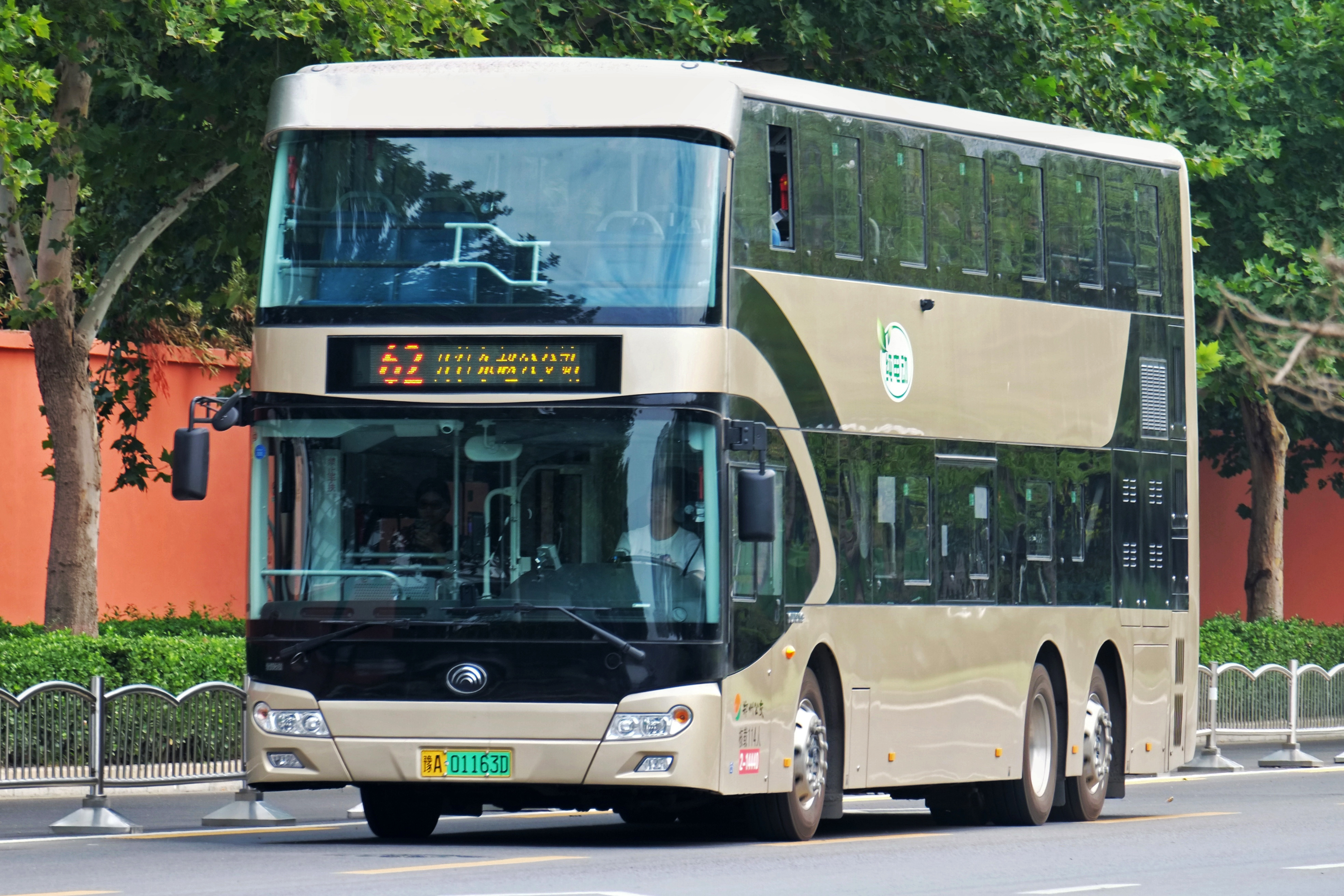
鄭州の2階建バス
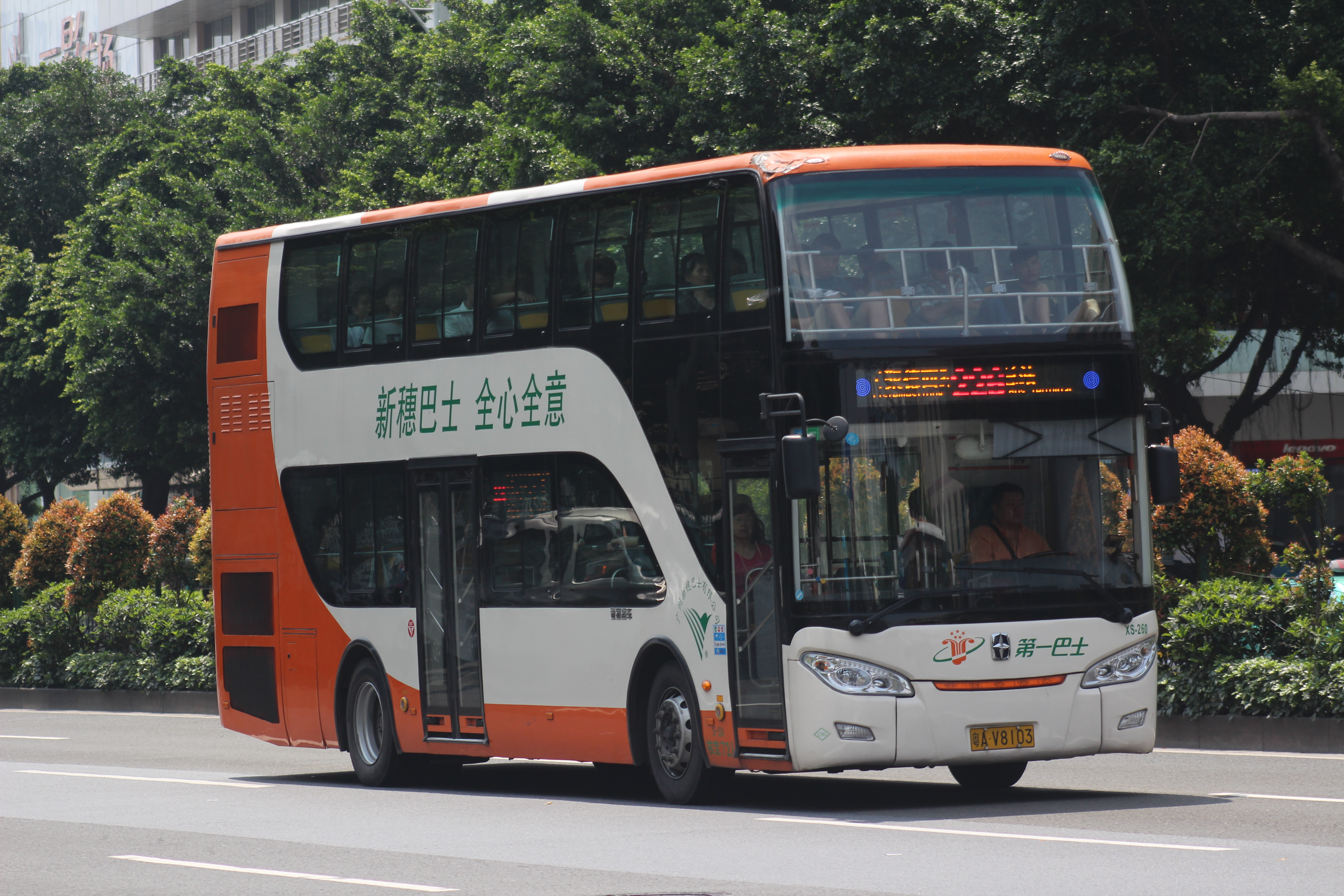
広州の2階建バス(新穗巴士）
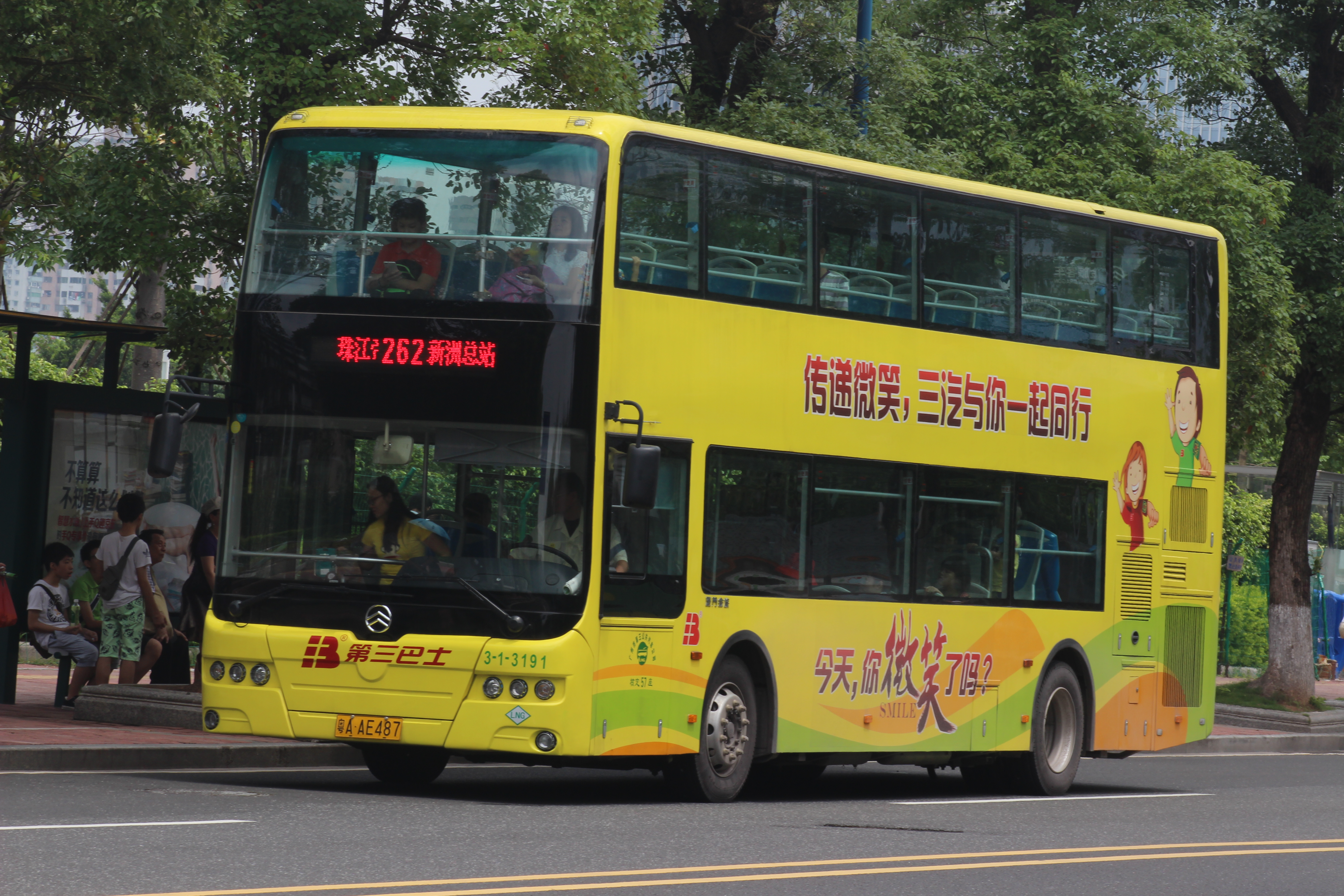
広州の2階建バス(第三巴士）
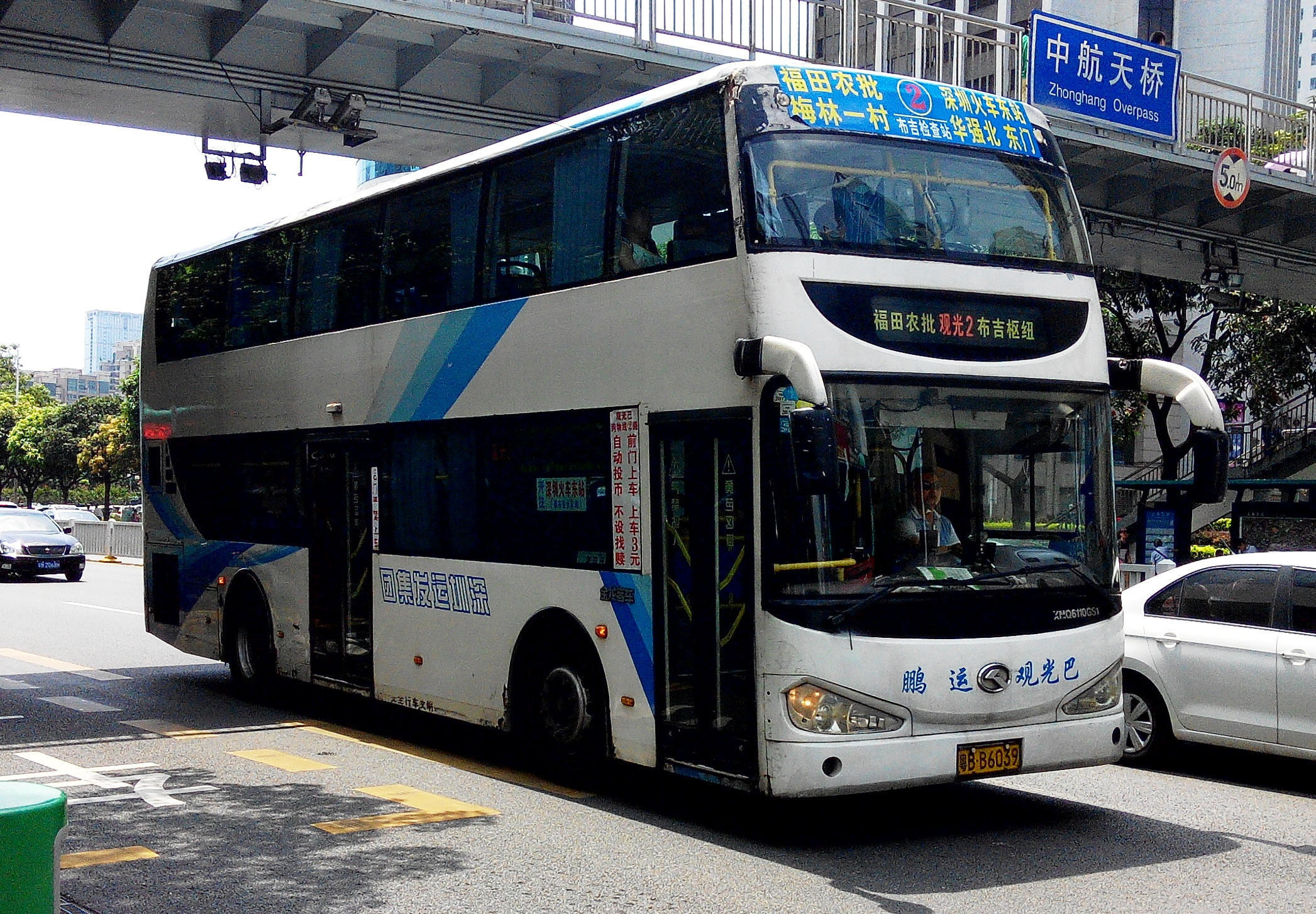
深圳の2階建バス

### 日本の2階建てバス
日本の場合、車両制限令により全高が最大3.8m（特別認可を受ければ最大4.1m）と定められており、乗客が車内を頻繁に移動する市内路線バスとして採用することが困難なため、高速バスや観光バスとしての採用例が一般に知られる程度である。例外的に、ロンドンの市内交通用の車両である「ルートマスター」が輸入され「特認」の下で運転されたことがある。
なお「2階だけバス」と呼ばれる車両もあるが、これはハイデッカーのことであり、2階建車両ではない。

#### 車種
国産車
日本では1983年（昭和58年）頃から各社で製造・販売が開始されたが、短期間で少数生産に終わったケースも多い。唯一長期間製造していた三菱ふそうも2010年（平成22年）に製造・販売を終了し、それ以降に日本メーカーが新造した2階建バス車両は存在しない。過去に製造されていた車種は以下のとおり。
- 三菱自動車工業（現：三菱ふそうトラック・バス）
  - エアロキング（1983年 - 2005年、2008年 - 2010年）
- 日産ディーゼル（現：UDトラックス）
  - スペースドリーム（1983年 - 1990年）
  - ヨンケーレ・モナコ（1993年 - 2000年）
- 日野自動車
  - グランビュー（1983年 - 1988年）

日本メーカーも1983年から日野自動車・日産ディーゼル・三菱自動車の3社が参入した。日野自動車は、1985年（昭和60年）に本格的2階建バス「グランビュー」を発売するに先立って、1982年（昭和57年）に近畿日本鉄道と共同で低床路線バスをベースとした試作車（RE161改）を製造した。しかし後述する問題点や、バス事業者の新規導入ブームが落ち着いていたことから需要が広がることはなかった。さらに2階建バスに代わり、より安価なスーパーハイデッカーがバス事業者の看板車両として導入されるようになり、日野と日産ディーゼルの2社は1980年代の終わりに相次いで2階建バスの製造を中止した。製造台数は両社とも非常に少なく、日野12台・日産ディーゼル11台であった。
日産ディーゼルは1993年（平成5年）から2000年（平成12年）まで、ベルギー・ヨンケーレ社にエンジンとシャーシを輸出し、同社でバスを組み立てて逆輸入する形で「ヨンケーレ・モナコ」として、再び2階建バスを日本国内で販売した。しかしベースとしていた3軸スーパーハイデッカー車スペースウィングが2000年に製造中止となったことから、ヨンケーレ・モナコも同時に製造中止となった。
いすゞ自動車は2階建バスを製造しなかったが、代理店として西ドイツ・ドレクメーラー社の2階建バスを輸入し、いすゞユーザー向けに販売した。

なお、三菱ふそうと日産ディーゼルは2007年（平成19年）からバス事業において相互OEM供給を行っていたが、エアロキングは日産ディーゼルには供給されていない。

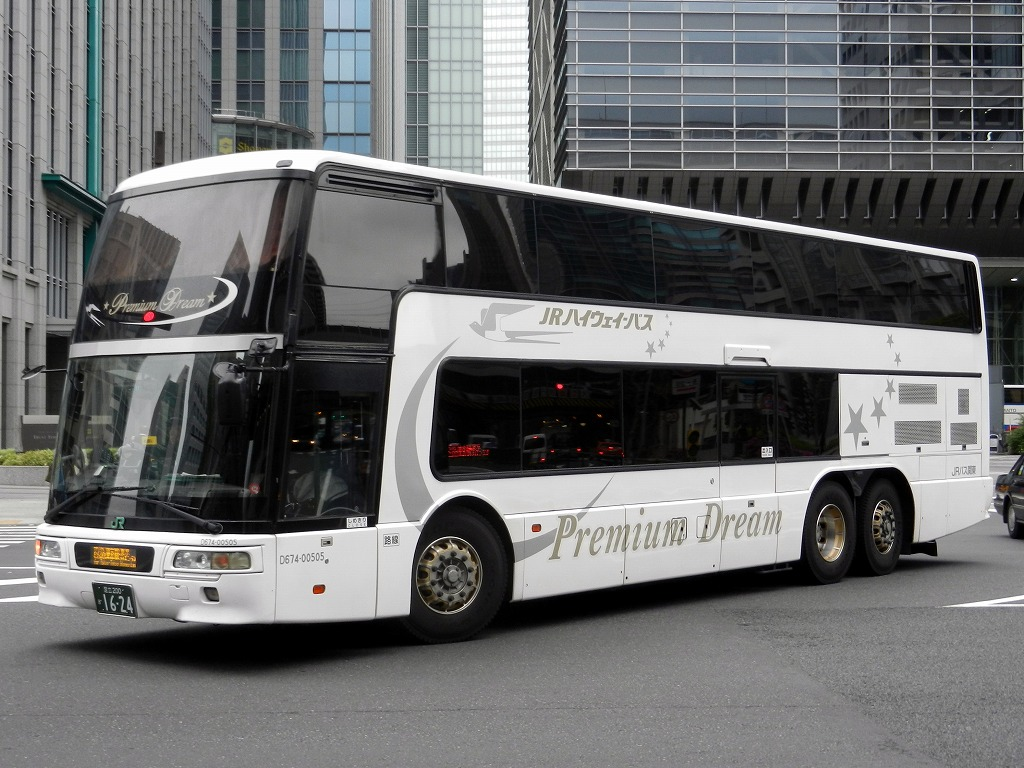
三菱ふそう・エアロキング
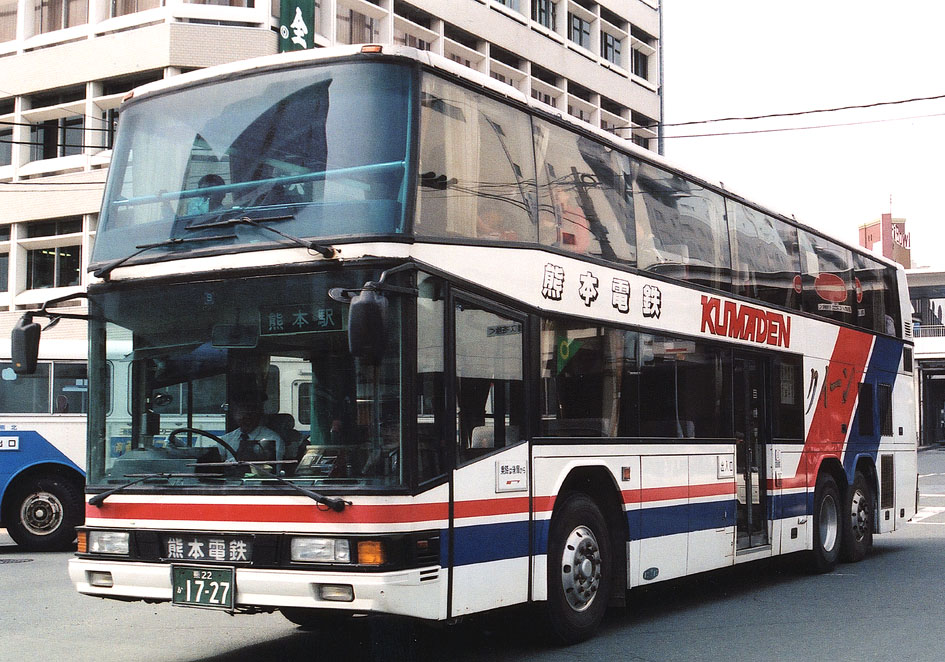
日産ディーゼル・スペースドリーム
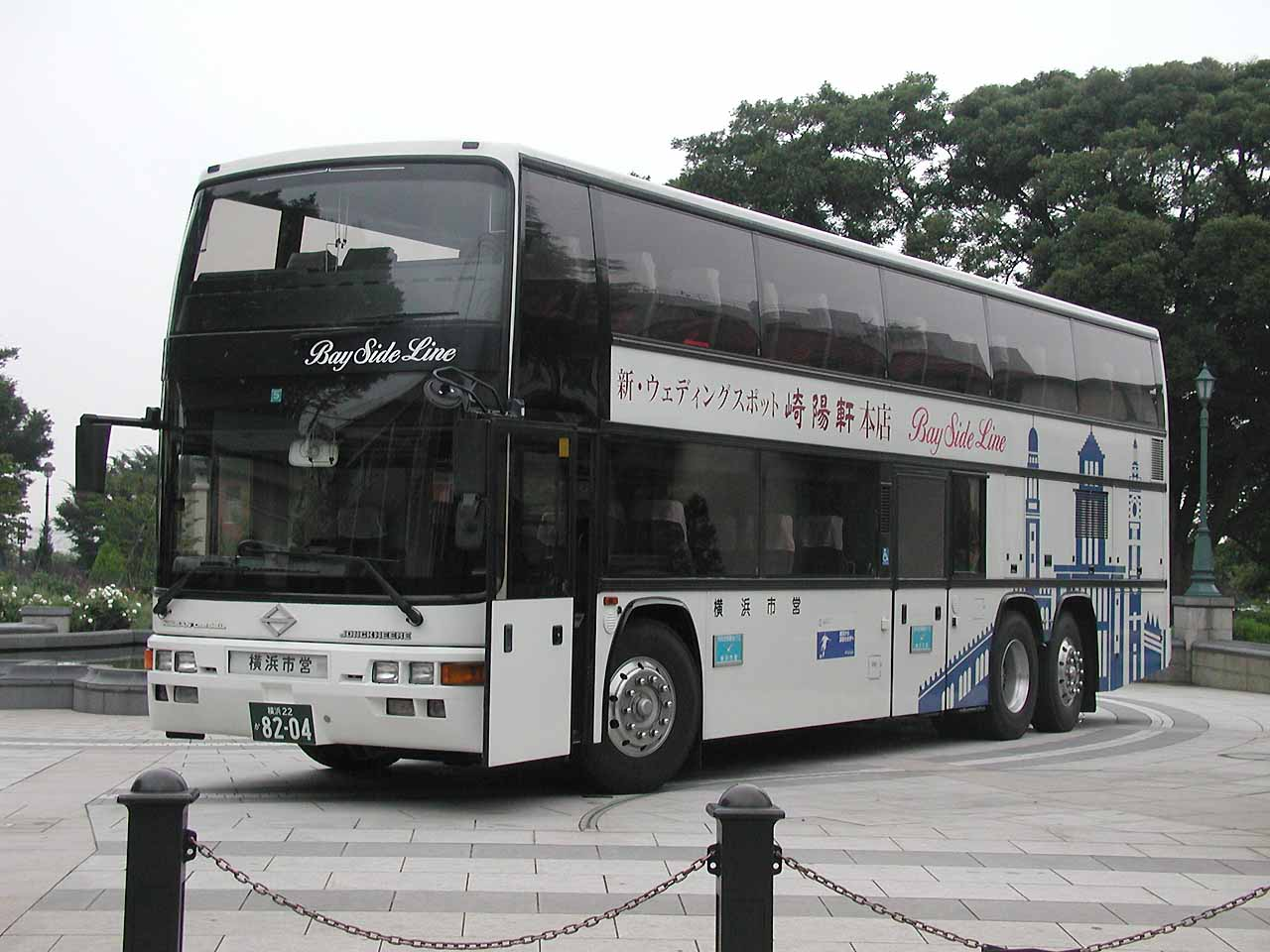
日産ディーゼル・ヨンケーレ・モナコ
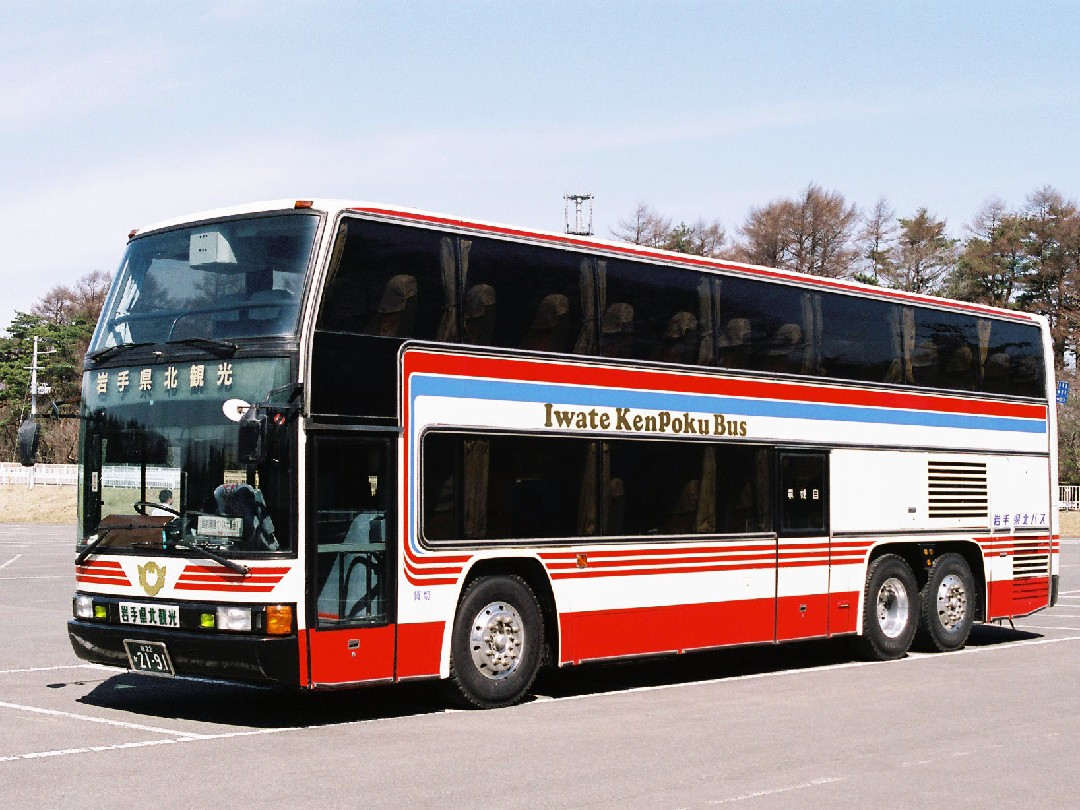
日野・グランビュー

輸入車
日本におけるヨーロッパ製2階建バス車両の採用例としては、以下の例が挙げられる。
- ネオプラン（ドイツ）
  - ネオプラン・スカイライナー
  - ネオプラン・メガライナー
  - ネオプラン・ジャンボクルーザー
- ドレクメーラー（ドイツ）
  - ドレクメーラー・メテオール
- バンホール（ベルギー）
  - バンホール・アストロメガ
- ウンヴィ（スペイン）
  - ウンヴィ・ウルビス
- バンフォード・バスカンパニー（旧・ライトバス／北アイルランド）
  - エクリプス ジェミニ3

2016年（平成28年）にはとバスがバンホール・アストロメガを再導入したことで、日本国内での新造ダブルデッカーの投入が再開された。国産2階建バスの製造がすでに終了していることもあり、アストロメガ導入は高速路線バスも含め、他の事業者へも波及している。
2019年には日の丸自動車興業が、スカイバス東京向けにスペイン・ウンヴィ製ウルビス (UNVI Urbis) のオープントップバスを導入した。
2021年（令和3年）にははとバスが北アイルランド・バンフォード・バスカンパニー製のオープントップバスを導入した。

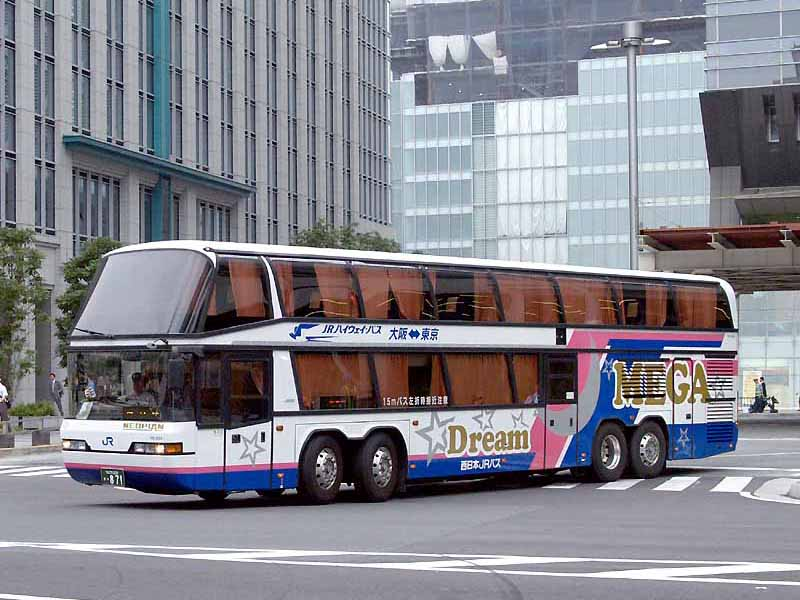
ネオプラン・メガライナー
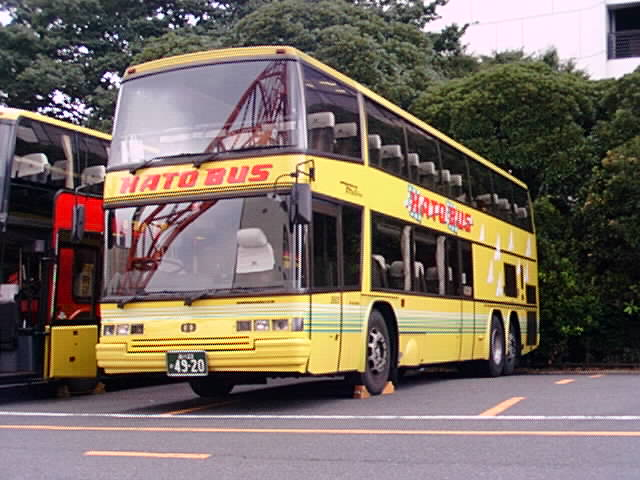
ドレクメーラー・メテオール
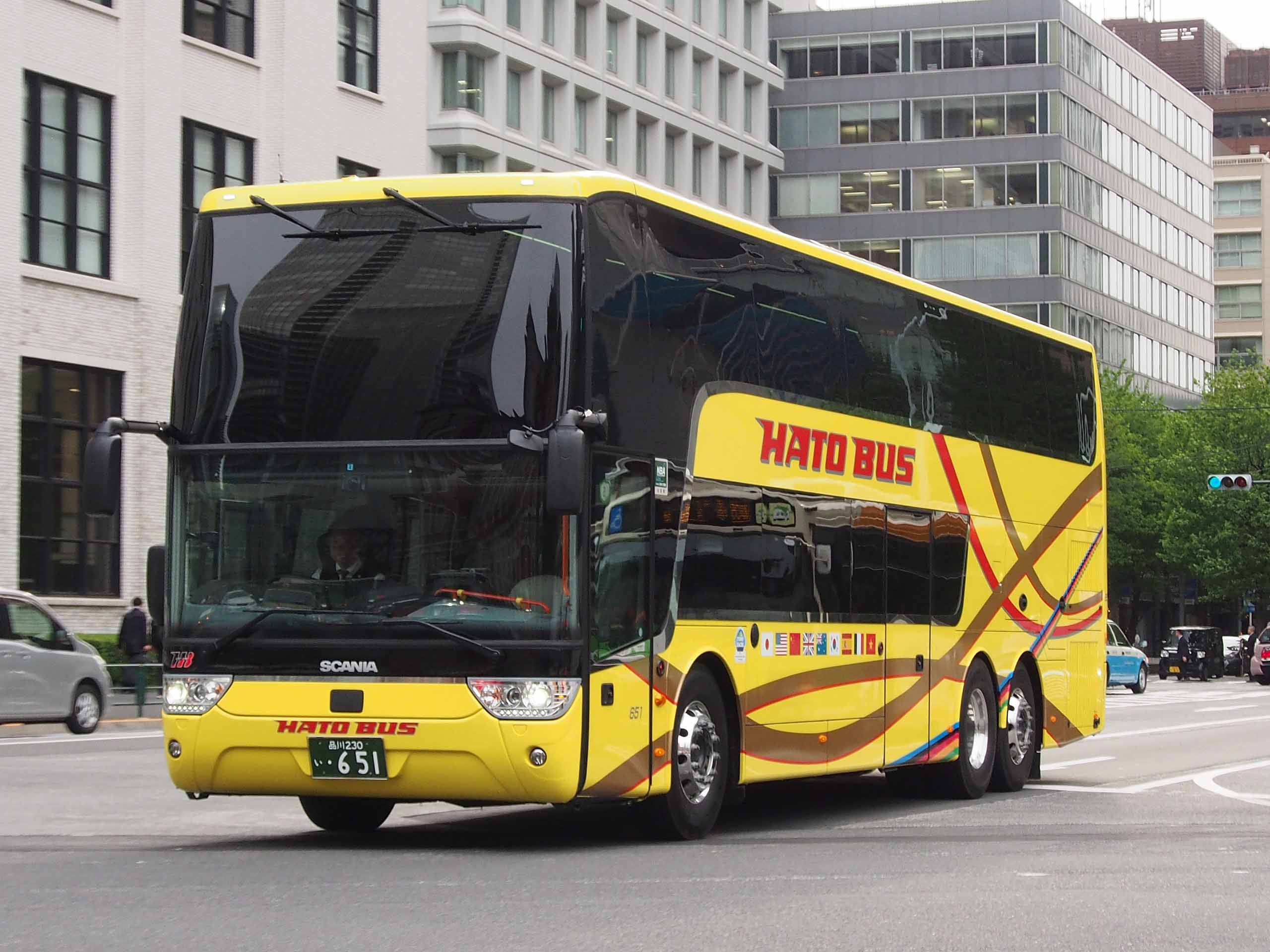
バンホール・アストロメガ
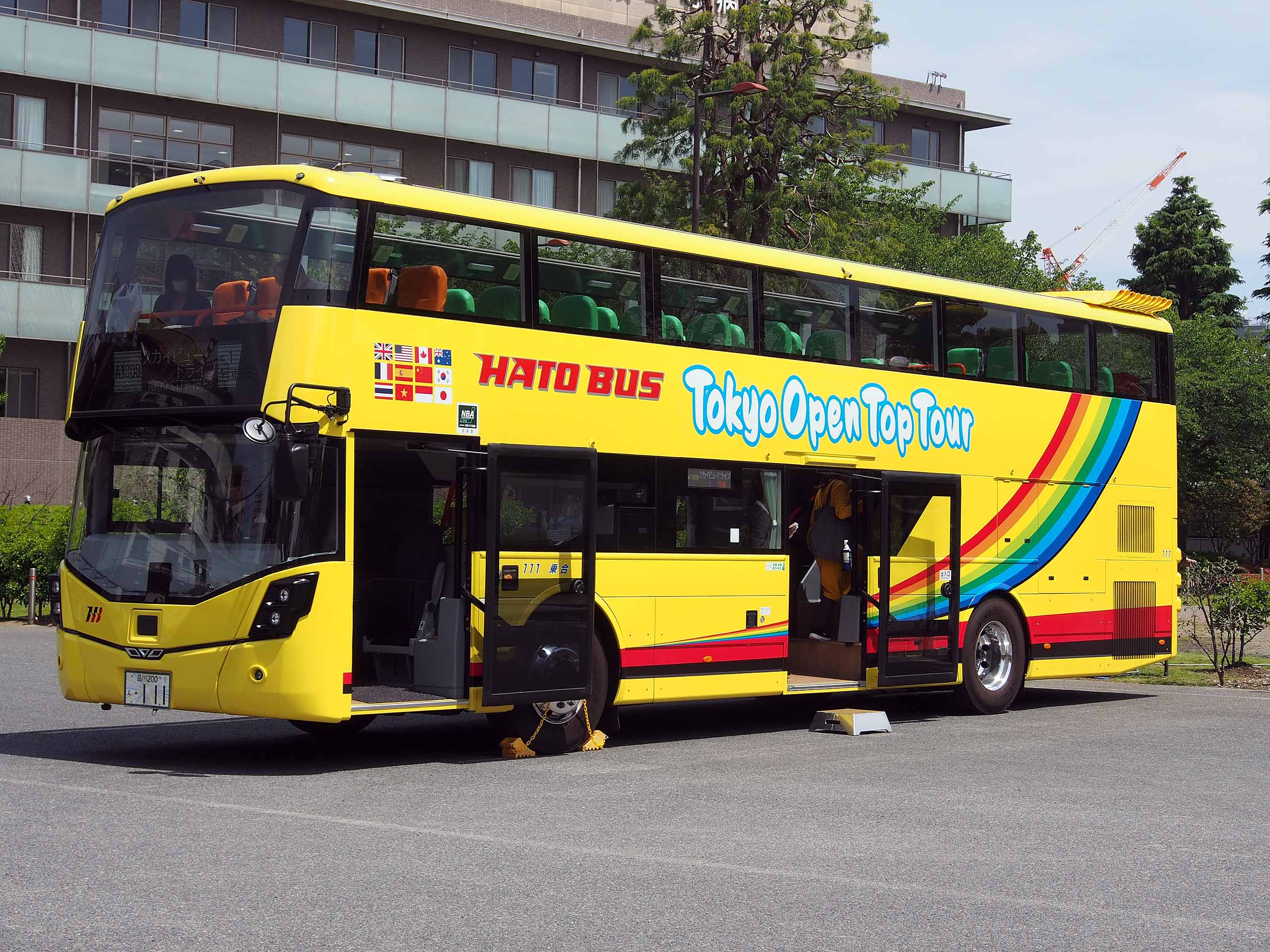
バンフォード・エクリプス ジェミニ3
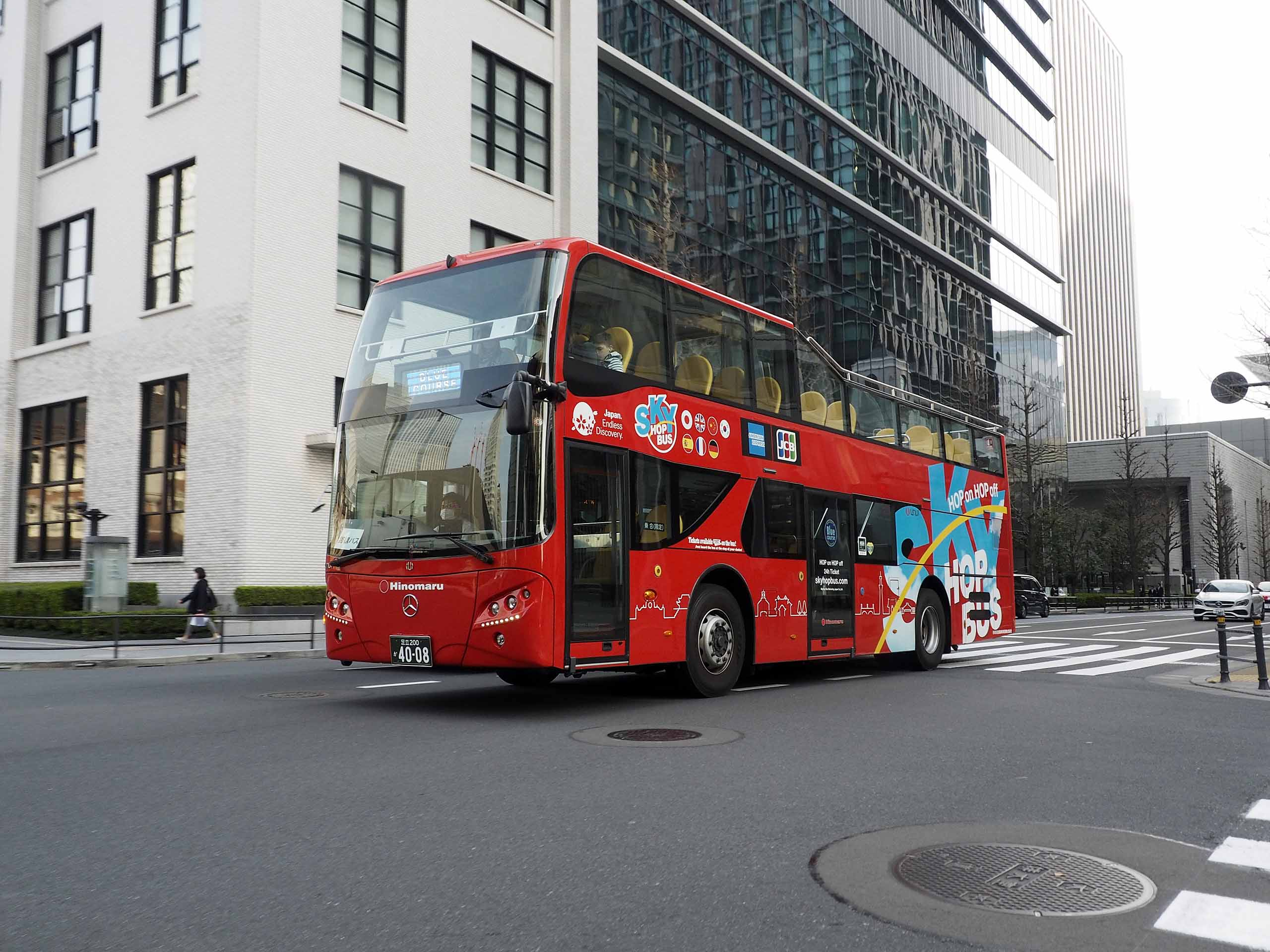
ウンヴィ・ウルビス

#### 沿革

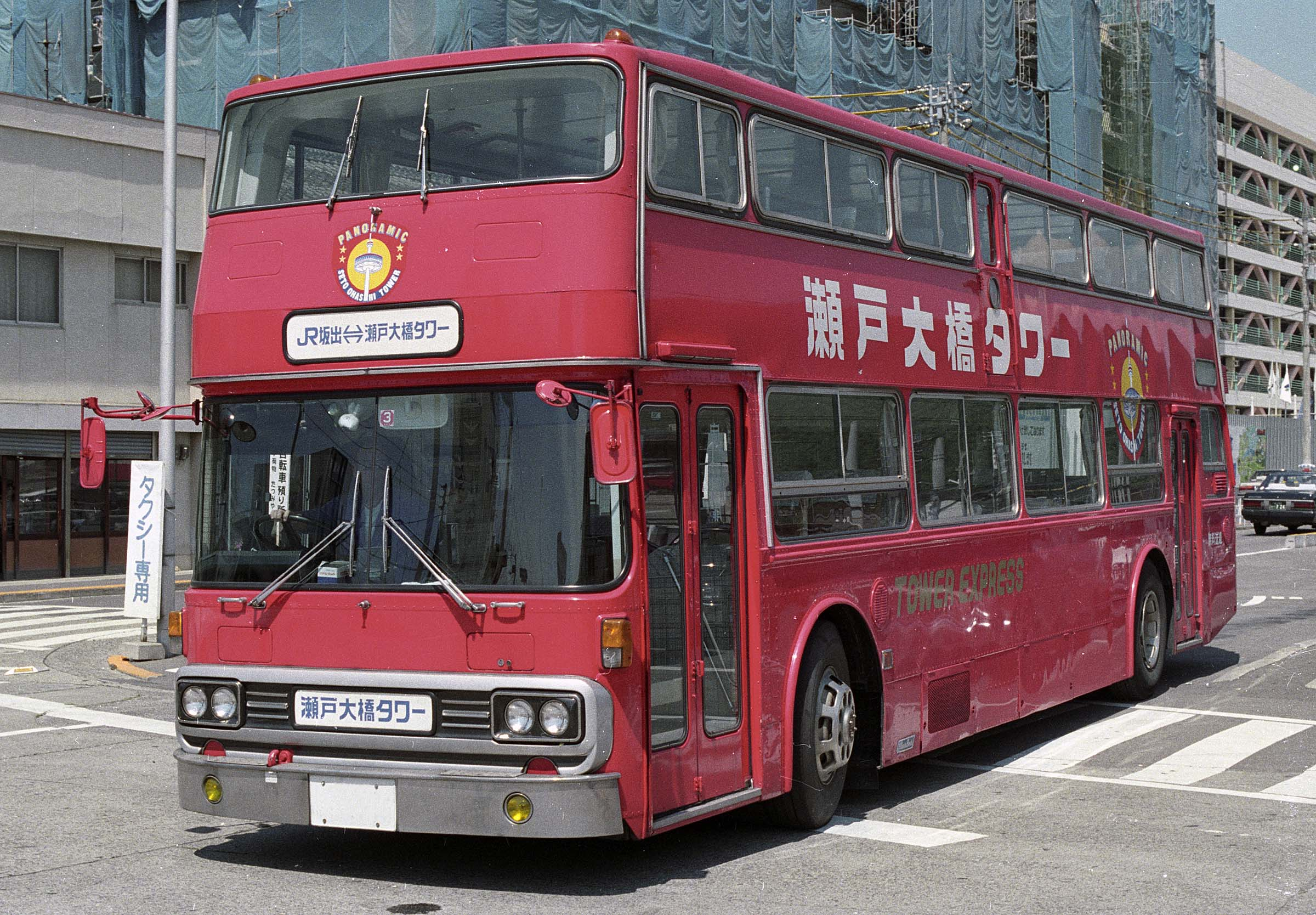
近畿日本鉄道 日野RE161型試作車
（自家用に転用後）

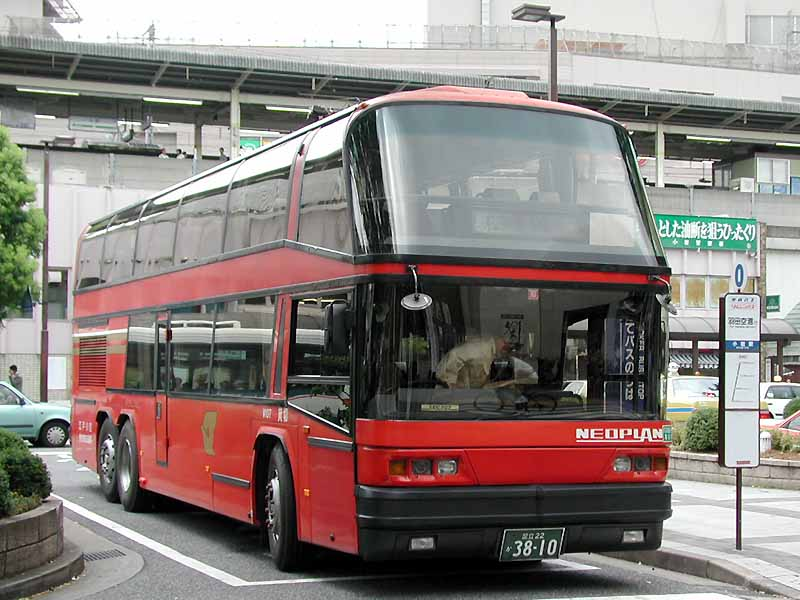
江戸川区が運行していた二階02系統
都営バス臨海営業所所属

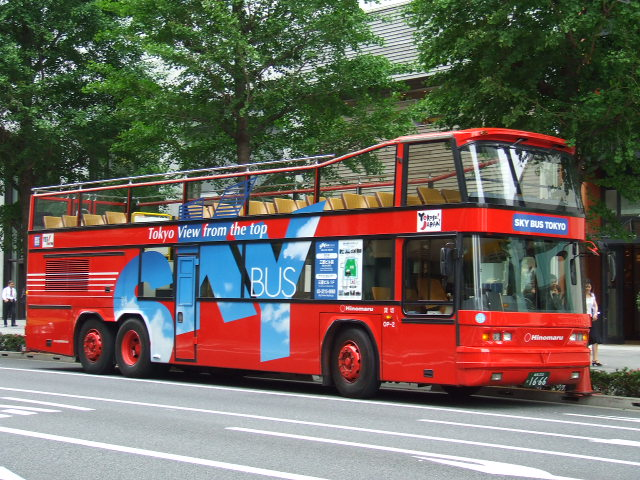
オープントップ2階建バス「Sky Bus Tokyo」

日本において、2階建で設計・製造されたバスの嚆矢となるのは、近畿日本鉄道自動車局（現：近鉄バス）が1960年（量産車は翌1961年）に独自開発した「ビスタコーチ」（座席数83席）である。シャーシは日野自動車製、車体は近畿車輛製で、ホイールベース間を2階建構造とした。1階は右側に寄せて3列、2階は左右に2列ずつ座席を配したが、1階通路の天井高を確保するため、2階左側座席のみ30cmほど床が高くなっていた。昇降口は1階通路左側にありノンステップ構造であった。近鉄は1982年にも日野自動車と組んで2階建バス試作車を開発している。

日本での2階建バスの本格的な導入は、1979年（昭和54年）に大阪の中央交通が西ドイツ（当時）のネオプランから本格的な2階建バス「スカイライナー」を輸入したことに始まる。別の輸入元である中央観光バス（現：ジパング）はエアロキングの開発にも参加している。
1980年代には好景気とレジャーブームを背景に、豪華観光バスが相次いで登場し、2階建バスブームが起きた。その後、西ドイツやベルギーのライバル企業がこぞって日本市場に参入し、日本の貸切バス事業者は看板車両として2階建バスを導入した。
定期観光バスでは、1980年（昭和55年）5月から神戸市交通局により、翌年の神戸ポートアイランド博覧会に先駆けた「ポートピア'81号」がネオプランの車両により運行された。
一般の路線バスでは、1981年（昭和56年）より2001年（平成13年）まで、東京都台東区が西ドイツからの輸入車両を使用し、上野公園 - 浅草雷門間（二階01系統）を東京都交通局（都営バス）に委託して運行していた。また1989年から2000年まで、江戸川区が小岩駅 - 葛西臨海公園駅間（二階02系統）を都営バスと京成電鉄（現：京成バス）の2社局に委託して2階建バスを運行していた。
都市間バスでは常磐交通（現新常磐交通）が1983年3月に会津若松 - 郡山 - いわき線に「スワン号」に導入した。当時の2階建てバスはワンマン運行が出来なかった為、車掌を兼ねた案内係が添乗していた。
1990年代に入ってからの規制緩和で2階建バスのワンマン運行が条件付きで可能になり、3列化が進んだ夜行高速バスの定員増の手段として2階建バスの導入が見直されるようになった。エアロキングはJRバスの夜行高速バス「ドリーム号」で急速に需要を拡大し、高速バスを運行する他の事業者も2階建バスを導入するケースが増えた。
加えて、ネオプランは再び日本国内向けに2階建バスを生産するようになり、「ドリーム号」や「昼特急」などで使用された。JRバス関東では慢性的な輸送力不足が続く「つくば号」の輸送力増強として、2002年（平成14年）12月から2006年（平成18年）5月まで全長15mのメガライナーを運行、その後「青春メガドリーム号」で使用していたが、車両火災により運行停止命令が下され廃止となった。
エアロキングは2階建てバス市場に参入して以来、観光バスや夜行高速バスなどで一定の採用実績を残し、特にJRバスグループで多数採用された。2005年に三菱ふそうトラック・バスへ分社などの事情により生産中止となったものの、2006年にはJRバスが既存のエアロキングを改造してグレードアップを図った「プレミアムドリーム号」が運行を開始するなど需要は尽きず、2008年（平成20年）に改良を加えて復活を果たした。私鉄系では古くから2階建て車の実績を持つ近鉄バスが多く採用したほか、西日本鉄道が2009年（平成21年）に「はかた号」で採用した。しかし2010年8月末に生産・販売が中止された。これにより国産の2階建てバスの製造がなくなり、以降はヨーロッパへの日本規格に合わせた特注車に頼らざるを得なくなった。
1階部分がノンステップ構造であることから、車椅子の乗降がスロープ板を渡すだけで可能なため、高速バスのバリアフリー対応として2階建てバスが導入された例もある（京成バスが2018年（平成30年）3月29日から有楽町シャトル（現・エアポートバス東京・成田）に導入）。
2階部分の屋根がないオープントップバスを運行する事業者もある。一例として、日の丸自動車興業が2004年9月10日から東京都内で「スカイバス東京」、はとバスが2009年11月1日から同じく東京都内で「オー・ソラ・ミオ」、西日本鉄道が2012年3月24日から福岡市内で「FUKUOKA OPEN TOP BUS」、JRバス中国が2014年4月19日から広島市内で「めいぷるスカイ」、近鉄バスが2014年7月10日から大阪市内で「OSAKA SKY VISTA」、平成エンタープライズが2019年3月29日から東京都内で「VIPビューツアー」を運行している。オープントップバスの改造ベース車両として、エアロキングの中古車も使用されている。

#### 問題点
日本で2階建バスを導入する場合、道路に関する法令で特認を除いて車高が3.8mに制限されていることが問題になる。この制限のため2階部分の客室は高さが1.7m程度となり、通常のハイデッカーに比べて居住性が大幅に劣ることから、観光バスとしての需要は急速に減少していった。
特認により4.1mまでの運行は認められるが、あくまでも特認であり運行経路や時間などに条件が付けられる。道路構造物や多くの都市バスターミナルは車高3.8m以下の車両を前提に設計されており、運行上の制限が大きい。さらに3.8mの車高制限に適合していても、一部の古いバスターミナル（北海道中央バス札幌ターミナル、名鉄バスセンター、阪急三番街高速バスターミナルなど）はそれ未満の車両を対象に設計されており物理的に運行が難しい。また幹線道路であっても、愛知県豊田市にある伊勢神トンネル（国道153号、高さ制限3.5m）のように高さ制限のある道路では通行不可能となる。
2016年にはとバスがバンホール・アストロメガを再導入した際は、車高のみならず車幅や全長も問題となった。車幅がヨーロッパでは最大2.55mに拡大されたのに対し、日本では2.5mのままで据え置かれ、また全長も日本では12m以内の制限があるのに対しヨーロッパでは13m前後が主流であるため、日本向け仕様を新たに開発しなければならず、加えて小ロット生産になってしまうため多くのメーカーが難色を示したという。

### セミダブルデッカー
セミダブルデッカーは、車両の一部が2階建構造になっているバスである。
本格的な2階建バスよりも古く、西日本鉄道が1954年（昭和29年）に導入したのがその嚆矢である。車両後方が2階建構造であり、当初は貸切バスとして、後には動物園方面の一般路線に転用された。
その後、後部が2階建構造の「ボルボ・アステローペ」や、スーパーハイデッカーの運転席上部に座席を設け床下運転席構造としたアンダーフロアコクピット (UFC) 車が登場する。アンダーフロアコクピット車は自社で2階建バスを生産した実績のないいすゞ自動車が1989年に「スーパークルーザー」のラインナップに追加し（いすゞバス製造、現：ジェイ・バスおよび富士重工業製ボディ）、日産ディーゼル（現・UDトラックス、「スペースウィングSVD」、富士重工業製ボディ）や三菱自動車（現・三菱ふそうトラック・バス、「エアロクィーンIII」、MBM→MFBM製ボディ）も追随したが、日野自動車は参入しなかった。その後は需要が減少し最後まで製造されていたアンダーフロアコクピット車は三菱「エアロクィーンIII」のみであり、三菱ふそうトラック・バス分社後の2005年10月12日のマイナーチェンジをもって生産を終了した。

## トロリーバス
現在では廃止されているものもあるが、ロンドンをはじめとした英国各都市、中国各地、ポルト、モスクワなどで2階建トロリーバスの運行例がある。

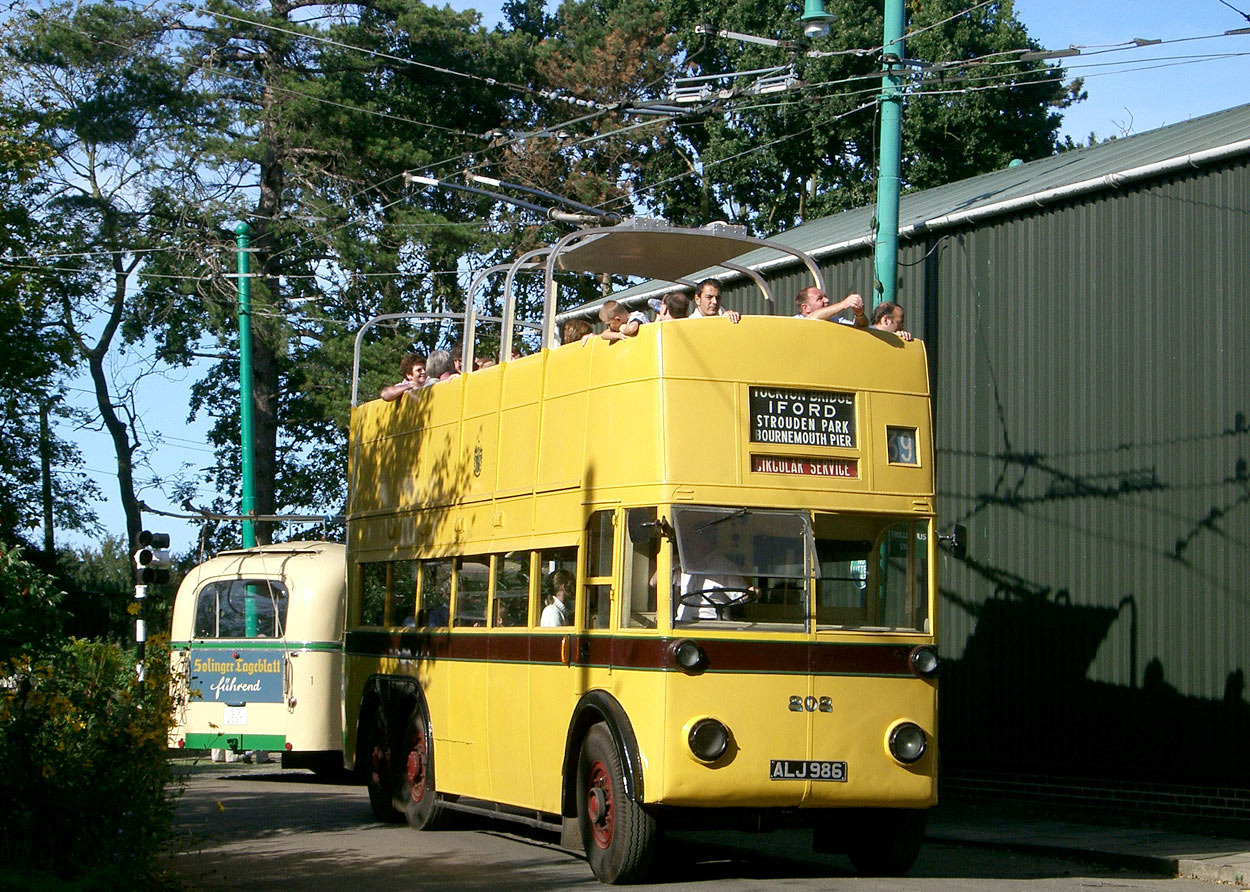
ボーンマス202号 イーストアングリア交通博物館
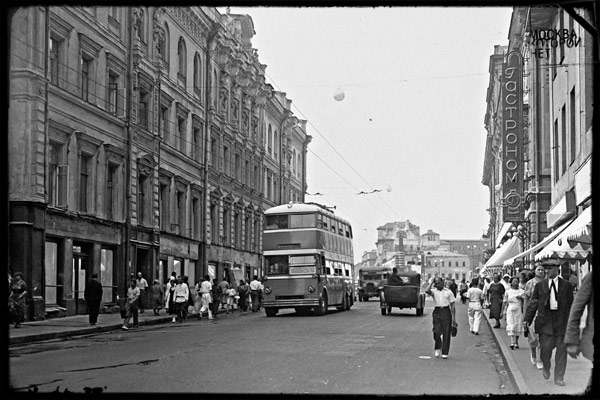
YaTB-3形 モスクワ

## 路面電車
バス同様、英国各地の路面電車が早くから2階建車両を運行している。かつて英国領であった香港も、1904年に開業した香港トラムがあり、開業時から現在に至るまで2階建車両が運行されている。国内では一時期、大阪市電にもあった。復元車と台車が保存されている。

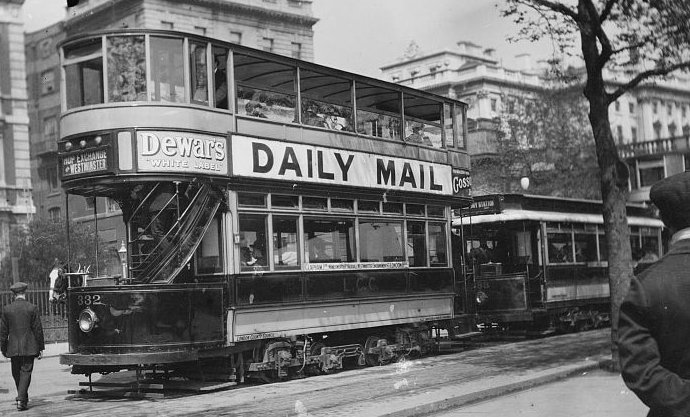
ロンドントラム
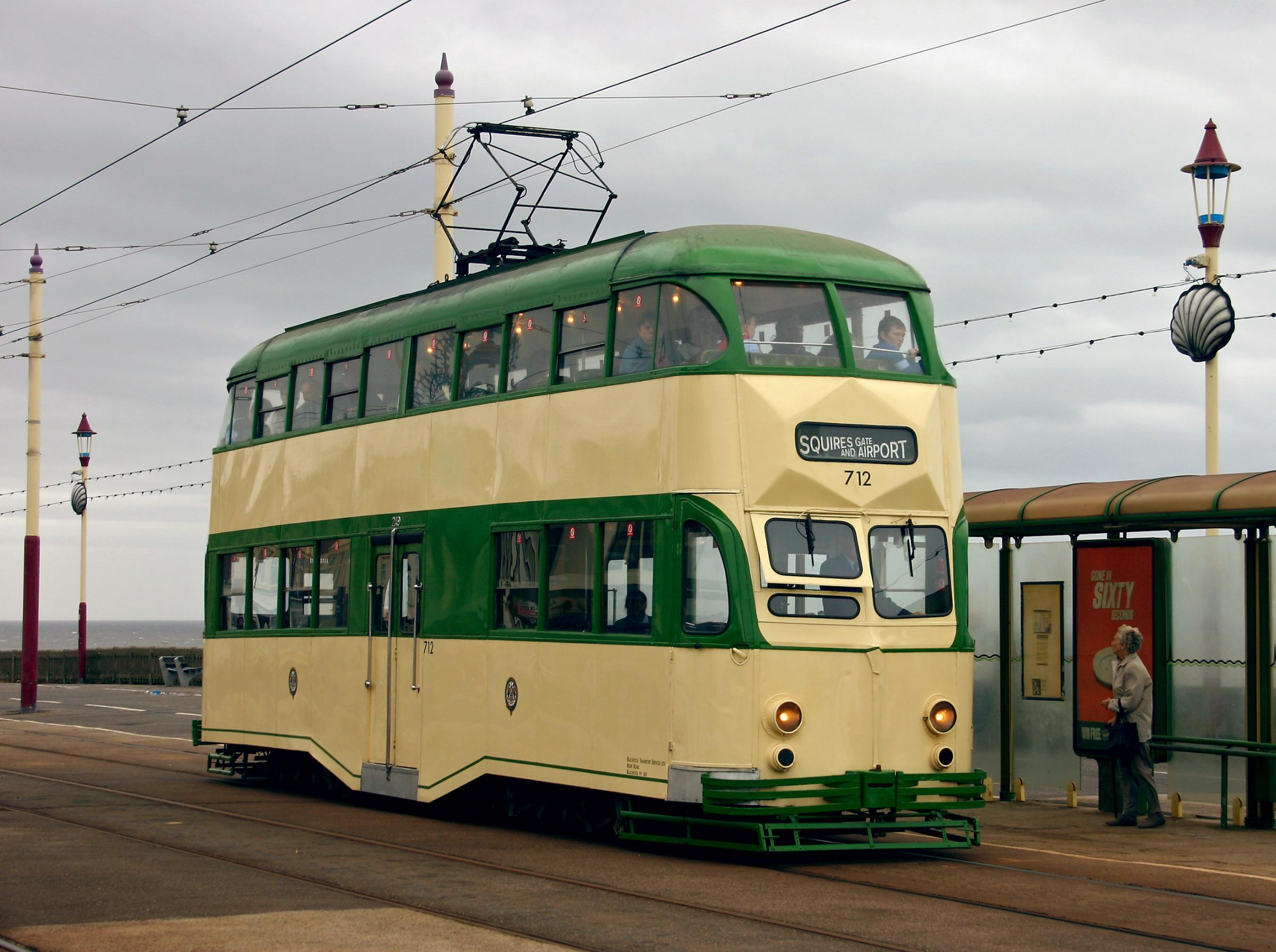
ブラックプール・トラムの「バルーン」
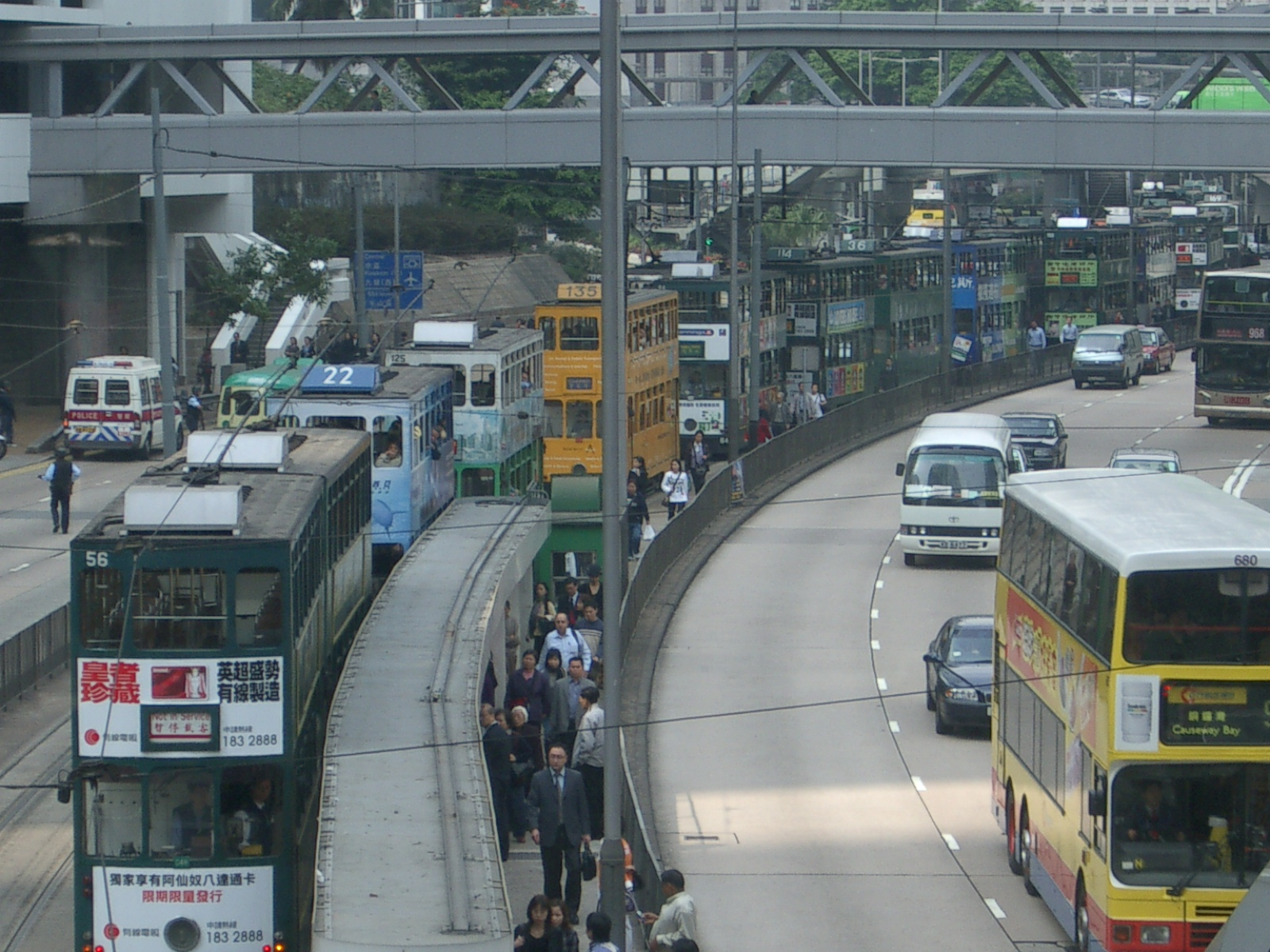
香港トラム

## 鉄道
かつてナチス・ドイツで計画された巨大鉄道システムであるブライトシュプールバーンでは、余裕ある車両規格を生かし、客車は窮屈さの全くない総2階建となる予定であった。
現実の鉄道の場合、フランスのパリ近郊では、日本の東京近郊路線ほどに混雑が深刻ではないながらも、着席数増加による輸送力増強のため、1930年代から現在に至るまで、機関車牽引の全車2階建客車による快速列車・普通列車が運行されている。RERにおいてもB線以外で2階建電車が運行されており、輸送力増強と乗降時間の短縮を両立させるため片側3扉の2階建車両もある。またTGVでも南東線・地中海線（パリとリヨン・マルセイユ方面を結ぶ）などでの輸送力増強のため、機関車を除く全車が2階建車両であるTGV-Duplexが運行されている。このほか地方路線（TER）にも2階建車両がある。
その他、アメリカ合衆国のアムトラックなどでもスーパーライナーを筆頭に2階建車両が導入されている事例、ドイツ鉄道が2階建客車によるRE（JRの快速に相当）を各地の路線で運行する事例、スイスでインターシティがIC2000と呼ばれる2階建客車で運行される事例がある。ドイツ・スイス・オーストリアなどで運行される国際寝台列車であるシティナイトラインも、個室などの乗客1人あたりの空間を確保をしつつも、個室数や寝台数を可能な限り多くするため、2階建車両による寝台車を連結している。
また、オーストラリアのシドニー近郊では、2階建ての通勤・近郊電車が1960年代から運行されている。世界初のオール2階建て電車もオーストラリアで製造され、シドニーで運行された。
欧米以外では、近年の中国で経済発展に伴う旅客輸送の需要増加に対応して、輸送力増強のため、プッシュプル式などの2階建客車による列車が、中・長距離の都市間輸送で運行されている。
なお、この他の国にも2階建車両は存在する。

### 主な事例
- フランス共和国
TGV-Duplex
電車（パリ近郊・RER用）：Z5600形（直流）,Z8800形（交直流）,Z20500形（交直流）,Z20900形（交直流）,Z22500形（交流）,OMNEO（交直流）が存在する。
電車（地方線区ローカル用）：Z92050形（Z20500形の地方線区用,交直流）,Z23500形（TER形,交直流）,Z24500形（TER形,交直流）,Z26500形（TER形,交直流）,OMNEO（交直流）が存在する。
客車：パリを始めとした都市近郊用として、V2N形,VB2N形,VO2N形,VR2N形が存在する。運転台付き客車もある。
- ドイツ
2階建て客車(Doppelstockwagen)：長距離ローカル列車から都市近郊列車のSバーンまで、幅広く使われている。1970年代に旧東ドイツで大量に製作された。1990年代以降は旧西ドイツ地域にも投入されている。運転台付き客車もある。
- スイス連邦
IC2000用客車、チューリッヒSバーン用Re450形、RABe514形、RABe511形
- オランダ
DD-IRM形電車：国内インターシティ用の主力系列
DD-AR形電車
- ルクセンブルク
2200形電車：フランスのZ24500形電車と同一仕様。
VB2N形, VO2N形車両
- イタリア

1979年形車両「カサラルタ」(Casaralta)
イタリア国鉄  nB, nA, nAB, npB
北ミラノ鉄道  EAB850形, EB850形
スド・エスト鉄道 nB, npB
トレノルド nB, npB

NCDP形車両 「ブイバルト」(Vivalto)
イタリア国鉄
トレノルド
エミリア＝ロマーニャ州鉄道
LFI鉄道

北ミラノ鉄道 EA750形電車
A2n形気動車 Ca.Fi.Ci.

TAF形電車
イタリア国鉄 ALe 426形
北ミラノ鉄道 EA760形：ミラノ・マルペンサ空港とのアクセス列車「マルペンサ・エクスプレス」(Malpensa Express)にも使われる。
トレノルド ALe 426形

TSR形電車
イタリア国鉄 ALe 711形
北ミラノ鉄道 EB711形
トレノルド ALe 711形
- チェコ
471形電車(CityElefant)
- 香港
KTT客車(港鉄城際直通車)
- 米国
プレジャー・ドーム：アッチソン・トピカ・アンド・サンタフェ鉄道の看板列車スーパー・チーフ号に連結された展望ドーム客車。ドーム下のラウンジスペースには個室食堂の「ターコイズ・ルーム」も設けられた。プライベートカーとして全6両が現存する。
スーパーライナー (客車)：アムトラックの長距離列車で用いられる客車。寝台車、座席車、食堂車、展望車がある。
ハイライナー：シカゴの通勤鉄道メトラの電化路線およびサウスショアー線で使われる通勤電車。
ギャラリーカー:上記シカゴ・メトラをはじめとする全米各地の通勤鉄道で使われる客車。
- カナダ
パーク・カー：カナダ太平洋鉄道向けとして製造され、VIA鉄道に引き継がれた寝台・展望合造車。展望室部分の一部が2階建てのドーム構造になっており、北米の鉄道黄金時代に広く見られたドーム展望車の趣を今日に伝えている。
- オーストラリア
シドニー・トレインズS・K・C・T・M・A・B形電車、NSWトレインリンクV・T・H形電車など。
- 韓国
韓国鉄道公社368000系電車（ITX-青春）
- 中国
25型客車

ほか

### 日本の事例
日本の場合、大阪市交通局の路面電車（大阪市電）で採用されたものが嚆矢である。路面電車ではない普通鉄道の車両では、戦後の近畿日本鉄道（近鉄）におけるビスタカーがその緒であり、高速鉄道である新幹線では1985年に登場した新幹線100系電車のグリーン車と食堂車がその嚆矢である。

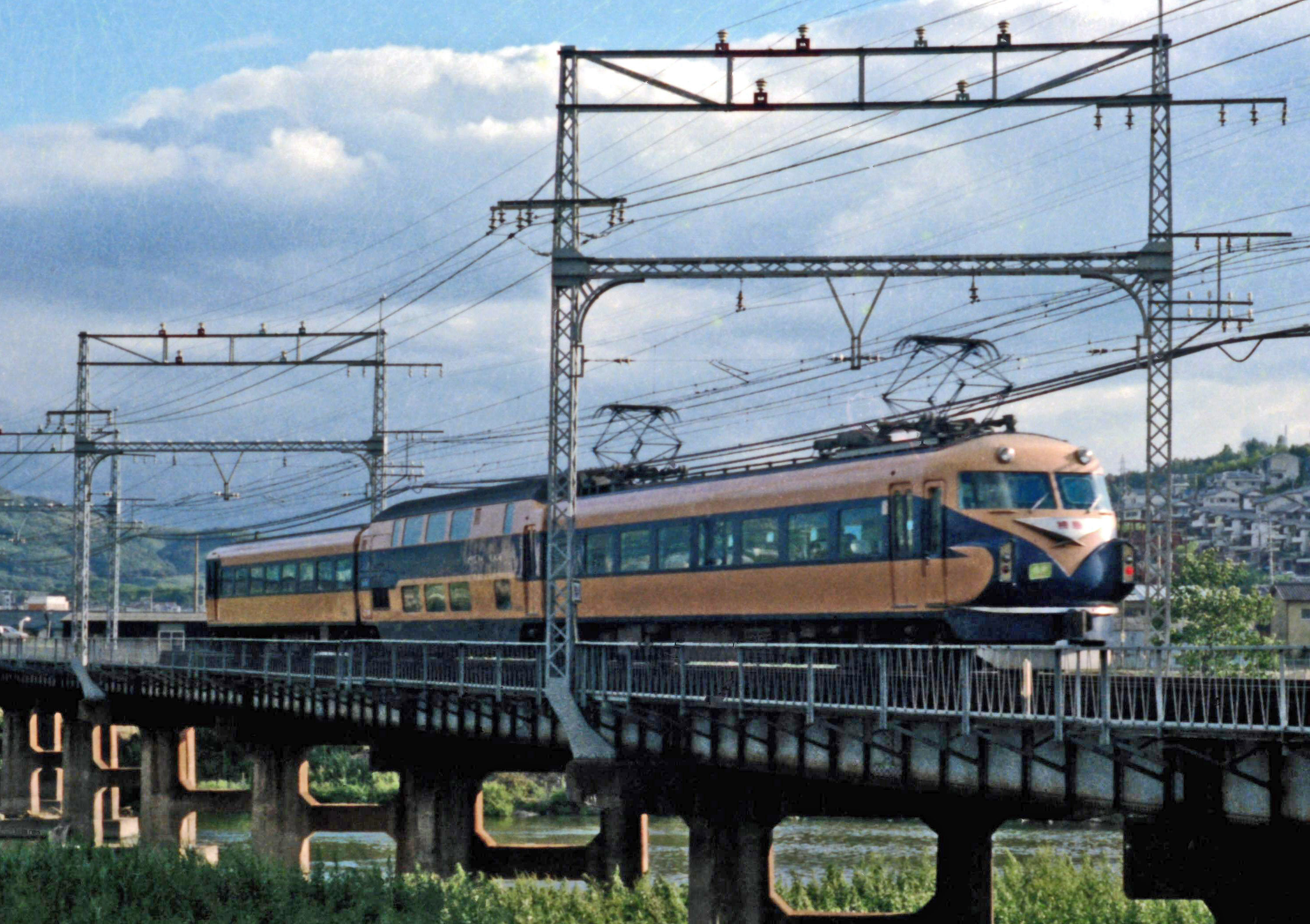
近鉄10100系電車（ビスタ2世、A編成） （1978年、河内国分駅付近にて）
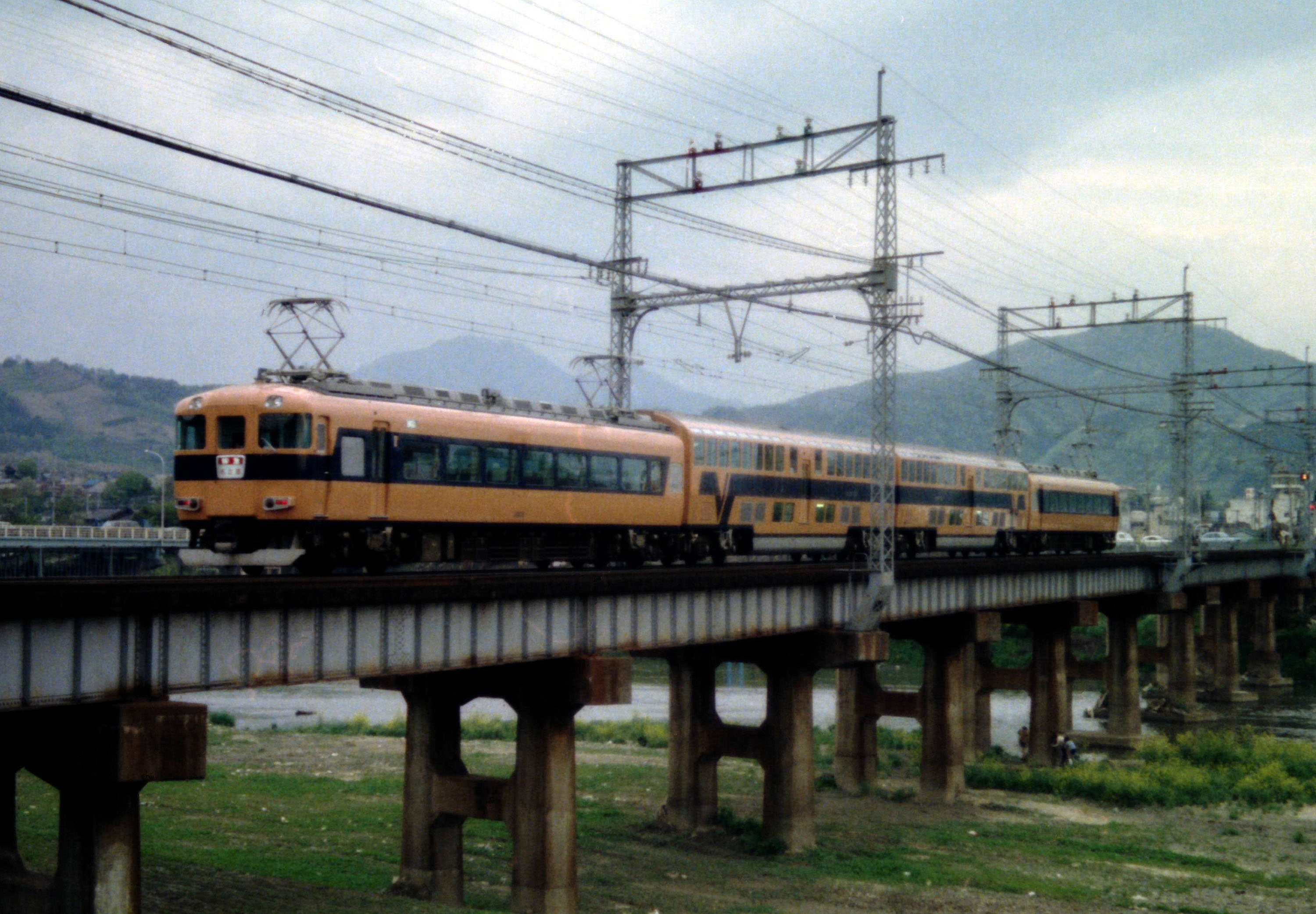
近鉄30000系電車（車体更新前、ビスタ3世） （1980年、河内国分－安堂間にて）
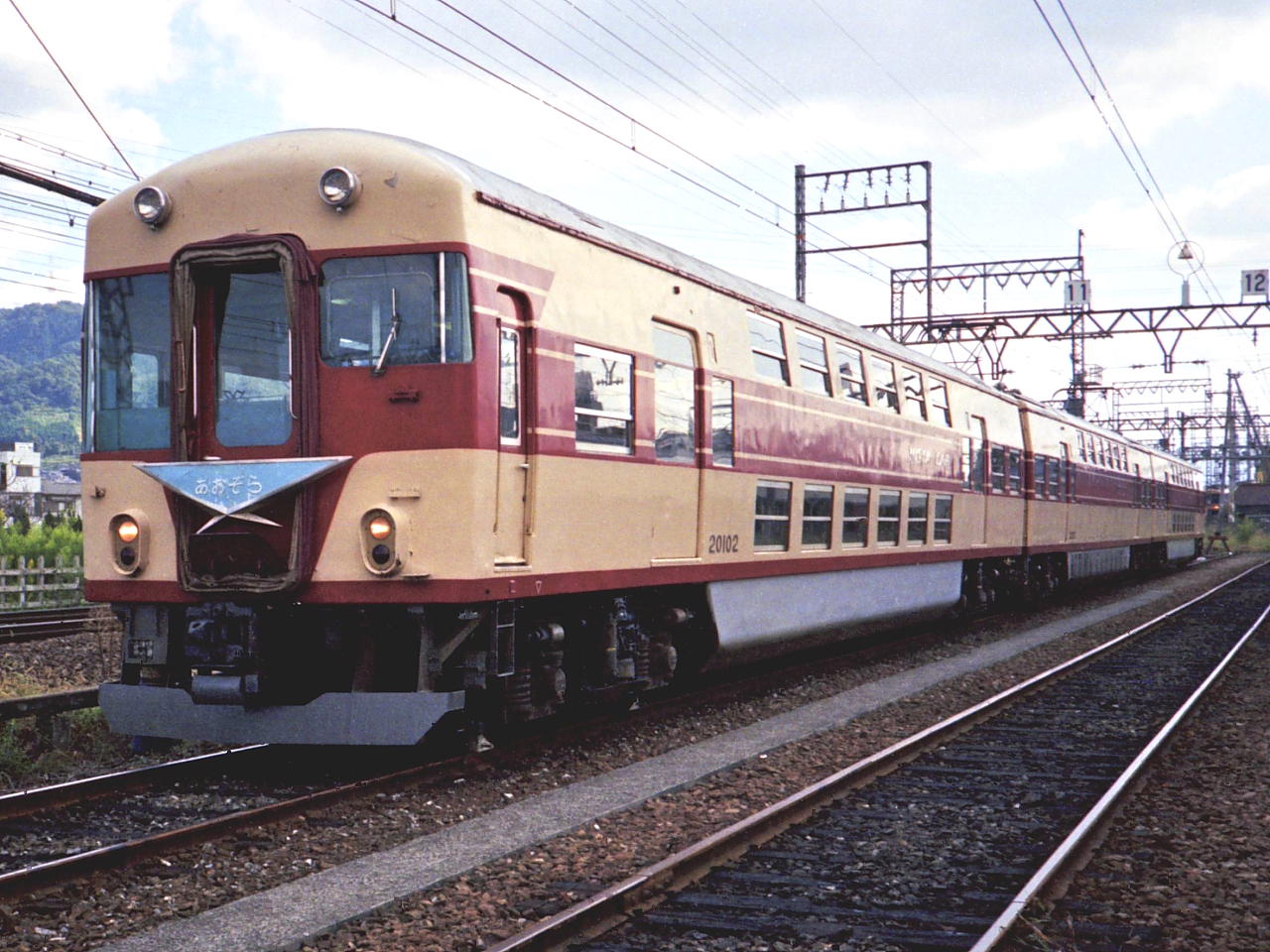
近鉄20100系電車「あおぞら」 高安検車区にて
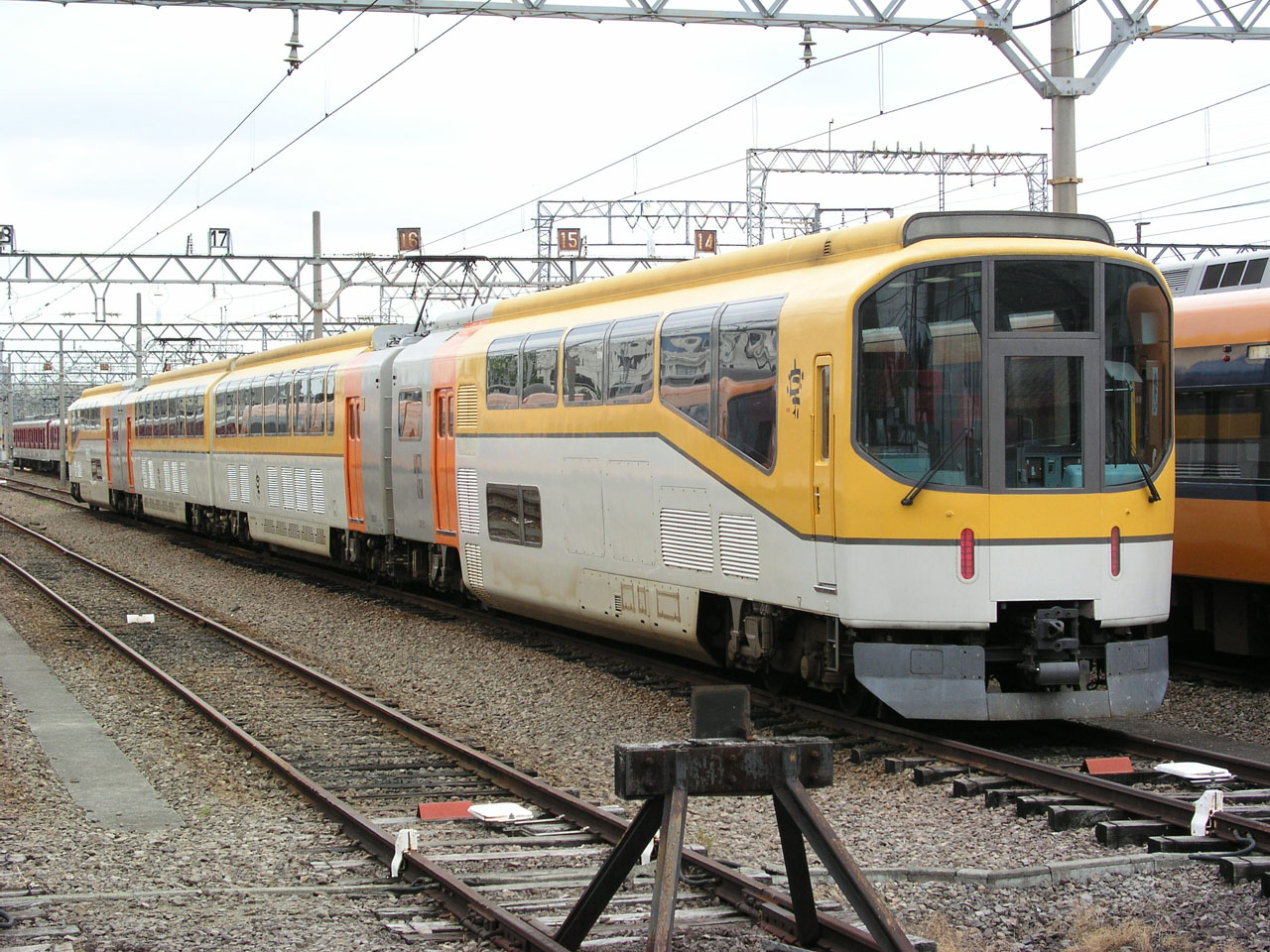
近鉄20000系電車「楽」 （2006年6月11日、 高安検車区にて）
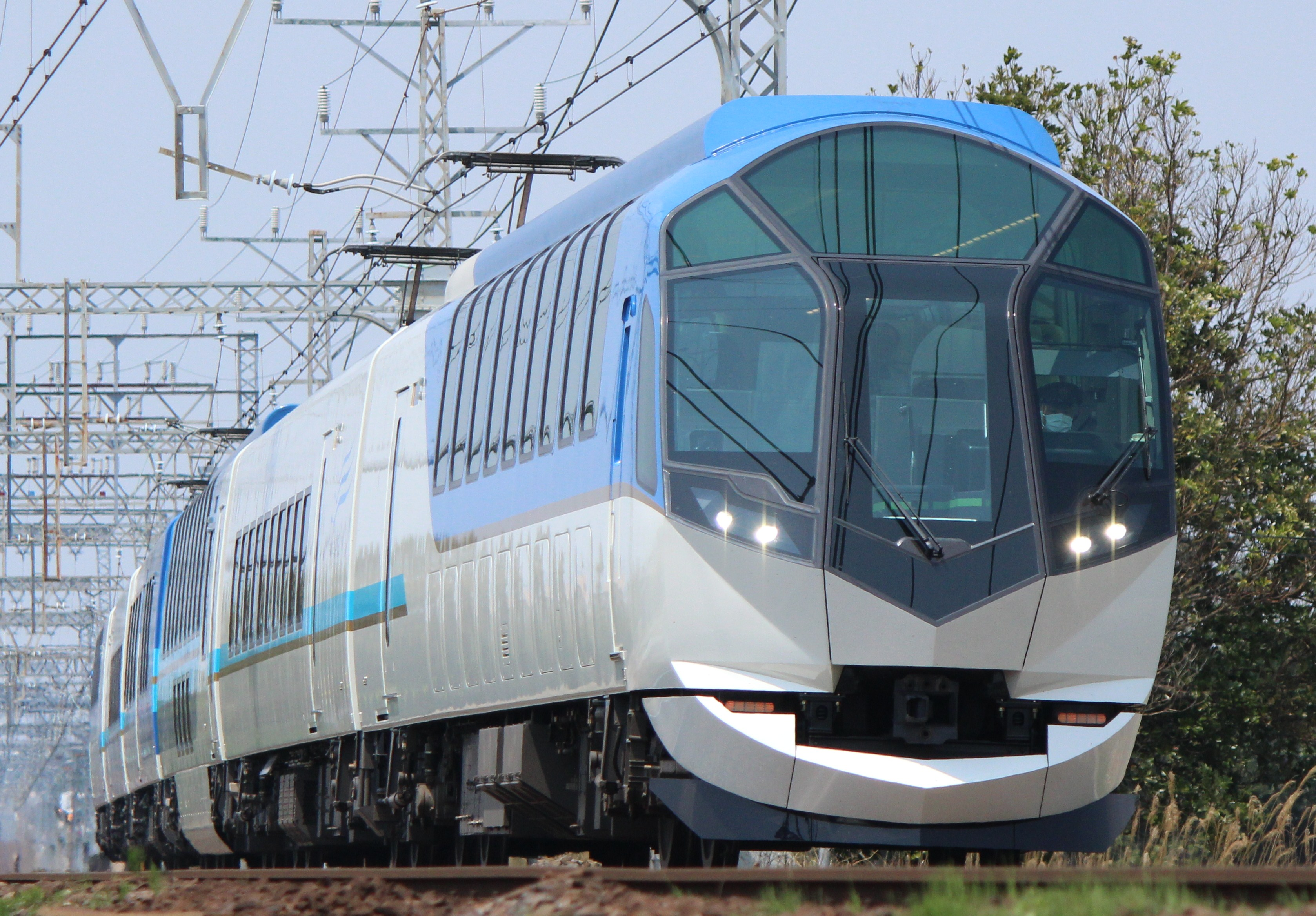
近鉄50000系電車「しまかぜ」 （2013年4月26日、 漕代駅 - 斎宮駅間）

#### 眺望を楽しむ目的

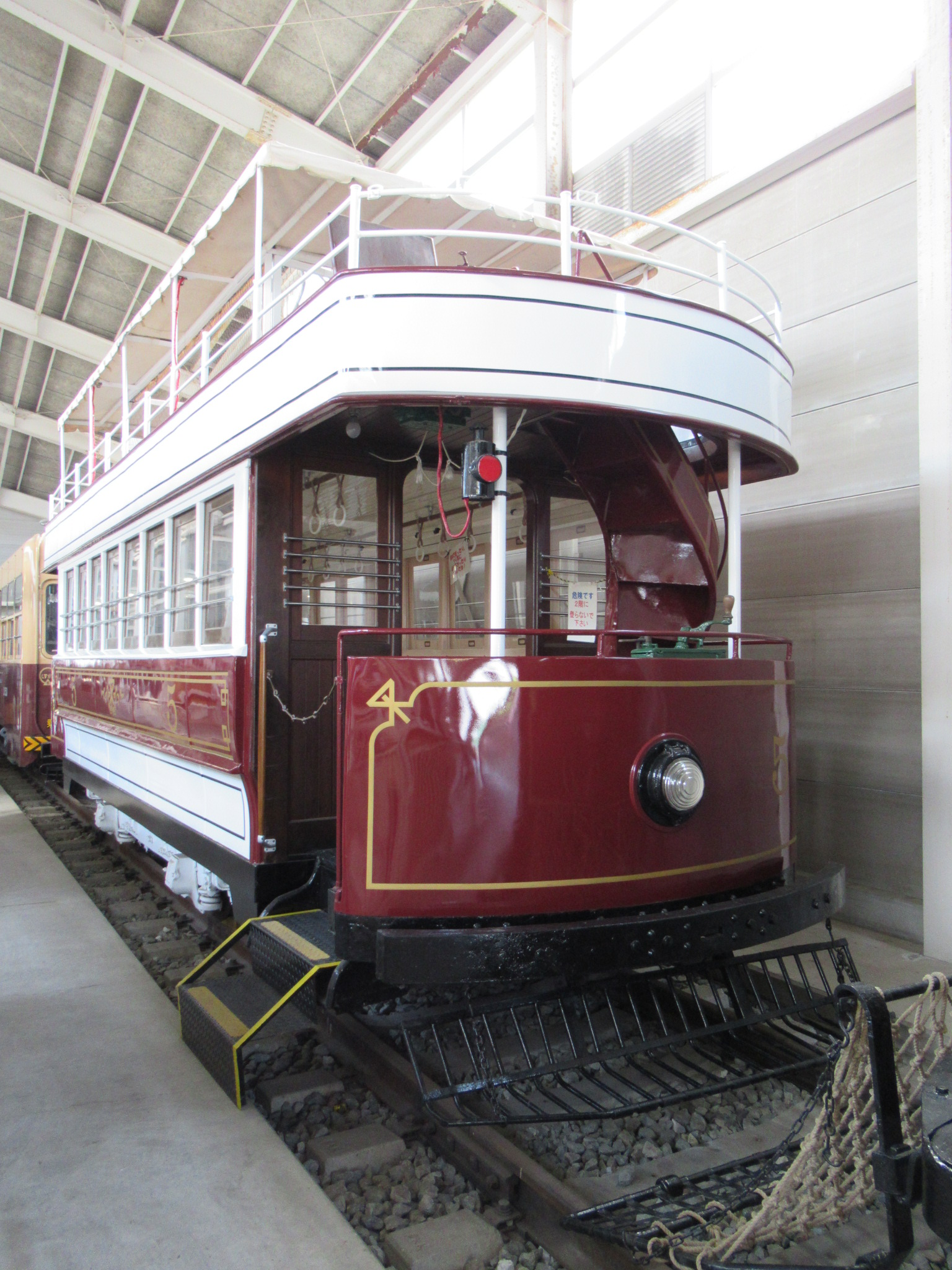
大阪市電5号復元車

1904年（明治37年）、大阪市交通局において製造された5号形電車が日本の路面電車史上初の2階建車両とされている。展望の良さから乗客には大好評で、当初は思わず靴を脱いで2階に上がってしまったり、2階のほうが1階より高い料金を取るか取らないかを聞く人までいたという。その後「家の中を覗かれる」という沿線住民の苦情により、2階席はほどなくして撤去されたが、大阪市電創業50年記念として1953年（昭和28年）に復元製造され、イベント時に運行された。現在は地下鉄緑木検車場内にある大阪市電保存館に静態保存されている（年2回公開）。しかし、集電装置は復元時の運行の便宜のため、現役当時のポールではなくビューゲルとなっている。
一方、1913年（大正2年）には2両が松山電気軌道に売却され、愛媛県三津浜町（現：松山市三津浜）で「二階電車納涼台」として海水浴シーズンに利用された のち、1924年（大正13年）には能勢電気軌道に売却され、通常の電車に改造されて使用された。同社での廃車後は、台車のみが親会社である阪急電鉄の宝塚ファミリーランド内にあった「のりもの館」（旧・電車館）で静態保存されていたが、ファミリーランドの閉鎖に伴って大阪市交通局に寄贈され、現在は復元車と同じく大阪市電保存館で保管されている。

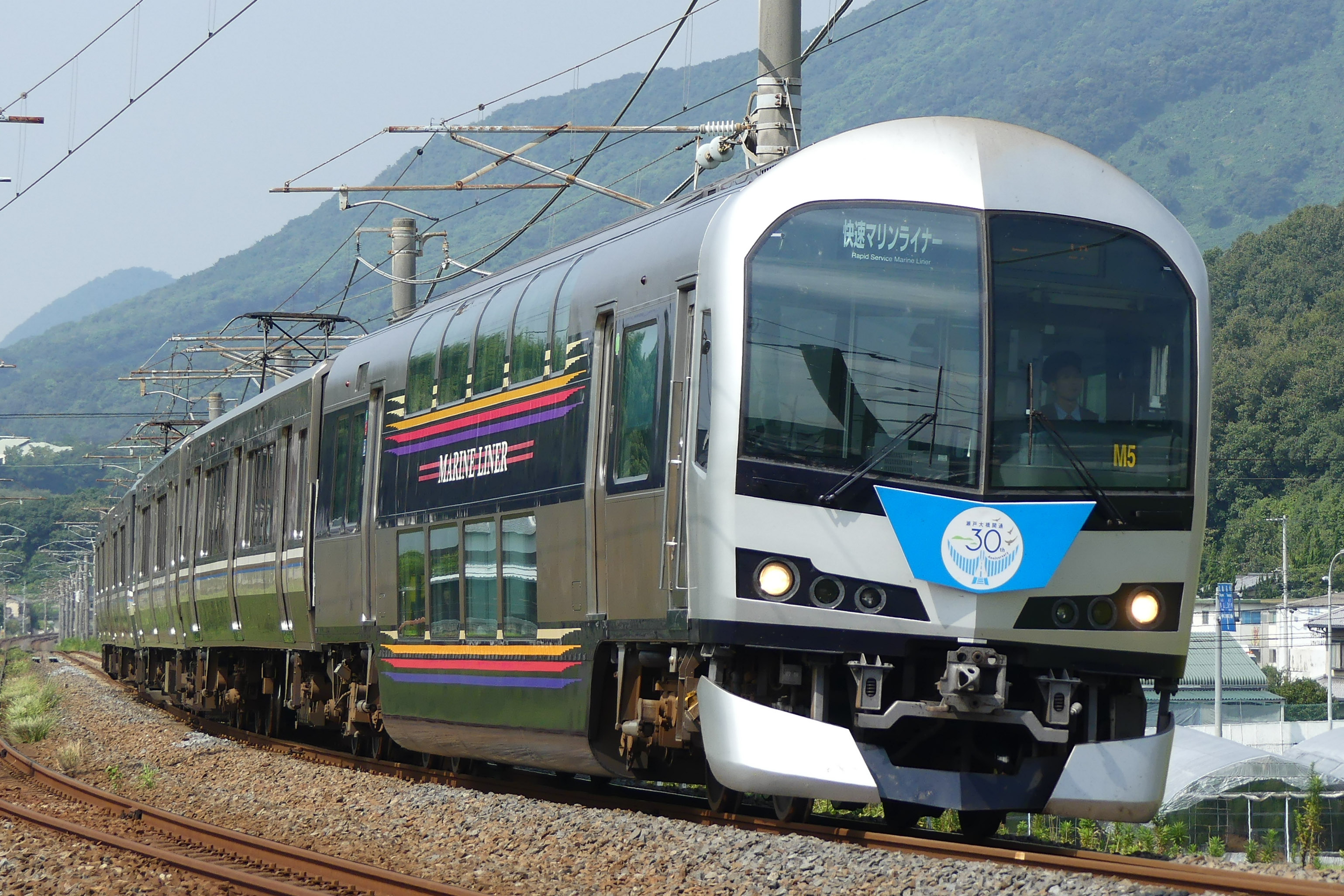
瀬戸大橋線快速「マリンライナー」の2階建車両（5100形）

日本における普通鉄道史上初の2階建車両は、初代「ビスタカー」こと近鉄10000系電車である。そのルーツは、米国における「ビスタドームカー」と称される中間展望車といわれている。同様の構造を持つ「ビスタカー」はその後も10100系、30000系と受け継がれ、長きにわたって近鉄特急の象徴として親しまれた。
新幹線では、1985年に運行を開始した100系に初めて2階建車両（グリーン車・食堂車）が導入された。東海道新幹線の利用客は1976年（昭和51年）をピークに減少傾向をたどり、列車の減便さえ行われる厳しい事態となっていた。そのような経緯から、100系は客室（サービス面）を中心としたモデルチェンジが指向された。そしてより明るく快適な新幹線として、話題性を高めイメージアップを図るべく、2階建てのグリーン車・食堂車が組み込まれた。
国鉄分割民営化後のJRでは、在来線の車両にもこのような事例が見られるようになった。JR四国5000系電車に眺望目的の2階建車両があるほか、北海道旅客鉄道（JR北海道）でもキハ183系気動車に2階建ての付随車があり、「スーパーとかち」や「おおぞら」で運用された。いずれも2階部分をグリーン席、1階部分を指定制の普通席としている。そのような中でも、九州旅客鉄道（JR九州）はJR旅客鉄道6社の中で唯一2階建車両を保有したことがない。
特別料金不要で乗車できる車両として、京阪電気鉄道では特急専用車両である初代3000系・8000系の中間1両に2階建車両を連結している。これは座席定員の増加も考慮したものでもあり、車内設備や空調ダクト、読書灯などの設計にあたっては、後述のJR東日本近郊形電車のグリーン車を参考にしている。なお、テストケースとなった初代3000系のダブルデッカー化改造においては、車両の中央部をくり抜いて新造した2階建て部分を溶接するという、前代未聞の大がかりな改造工事が施された。

#### 乗車定員の確保

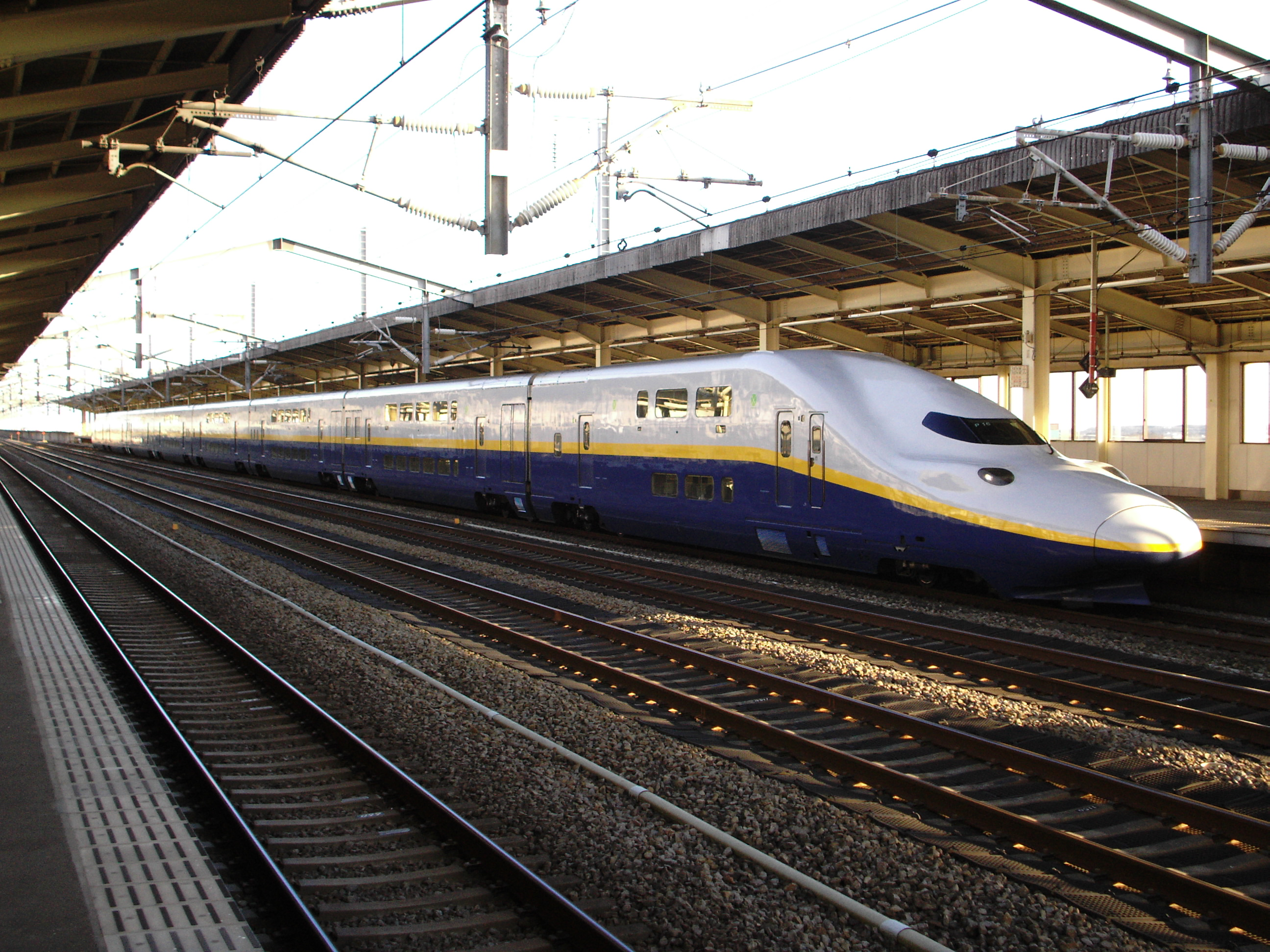
2階建新幹線（E4系Max）

1両あたりの座席数を増やして乗車定員を確保する目的で製造されたのは、1962年（昭和37年）に修学旅行用電車として製造された近鉄20100系電車が初の事例であった。
東日本旅客鉄道（JR東日本）においては、発足直後の東海道線東京口グリーン車の混雑が激しく、混雑緩和が大きな課題となっていた。このため、座席定員の増大を目的として実物大モックアップ（車体長の半分）が1988年（昭和63年）に大船工場（当時）へ搬入され、各種検証が実施された。これは通勤用として使用する車両への2階建車両の実績がなく、車両限界が小さい在来線における車内の居住性や乗降時間などの調査が行われた。この結果を踏まえ、1989年に投入された211系のサロ213・212形と113系のサロ124形が初の事例（日本はおろか、世界で初となる狭軌鉄道での導入事例）であった。その後に同様の理由でJR東日本が製造した2階建車両は、製造費が嵩むのを極力防ぐため、E231系以降の車両では共通設計で製造されている。
前出の車両はいずれもグリーン車であったが、1991年（平成3年）に試験的に製造された415系のクハ415-1901で普通車にも2階建車両が試作され、翌1992年（平成4年）には両先頭車を除く全車両を2階建構造とした215系が登場した。215系は通勤輸送のほか、前述の眺望を楽しむことを目的とした運用にも臨時列車を中心に投入された。
1994年（平成6年）から横須賀・総武快速線に導入されたE217系には、2階建てグリーン車が2両連結された。2004年（平成16年）度からは、東海道線東京口、宇都宮線（東北本線）、高崎線、湘南新宿ラインに導入されたE231系にも2階建てグリーン車が2両連結され、普通列車と快速列車で運用されている。2006年度から常磐線に導入されたE531系にも、2階建てグリーン車が2両連結された。2025年（令和7年）には中央線快速のE233系にも2階建てグリーン車2両が連結された。
新幹線電車では、日本国有鉄道（国鉄、X編成）及び東海旅客鉄道（JR東海、G編成）・西日本旅客鉄道（JR西日本、V編成。通称「グランドひかり」）の100系に2階建車両が2両ないし4両連結された。100系に連結されたこれらは食堂車かグリーン車（もしくはグリーン車と普通車の合造車）である。他にもJR東日本の「Max」（E1系およびE4系）が全車2階建で製造された。
寝台列車では、「サンライズ出雲・瀬戸（JR東海・西日本285系）」と「カシオペア（JR東日本E26系客車）」で2階建車両が運用されている。
その他、1990年代初頭に通勤輸送改善のため、1階2階ともにドアを設け、貫通路、台車上も完全な2フロアにする総2階電車が提案されたことがある。
2016年東京都知事選挙に立候補した小池百合子が公約のひとつとして「2階建て車両を導入して満員電車ゼロ」という内容を掲げたが、小池が東京都知事に就任して以降、2023年現在も具体的な動きはない。

新幹線100系電車の2階建車両8号車168-2（前、食堂車）と9号車149-2（後、グリーン席）
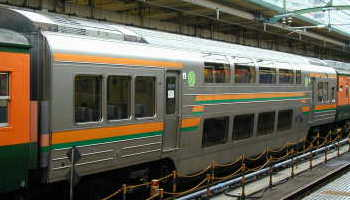
JR東日本東京地区近郊電車の2階建てグリーン車（サロ124形）
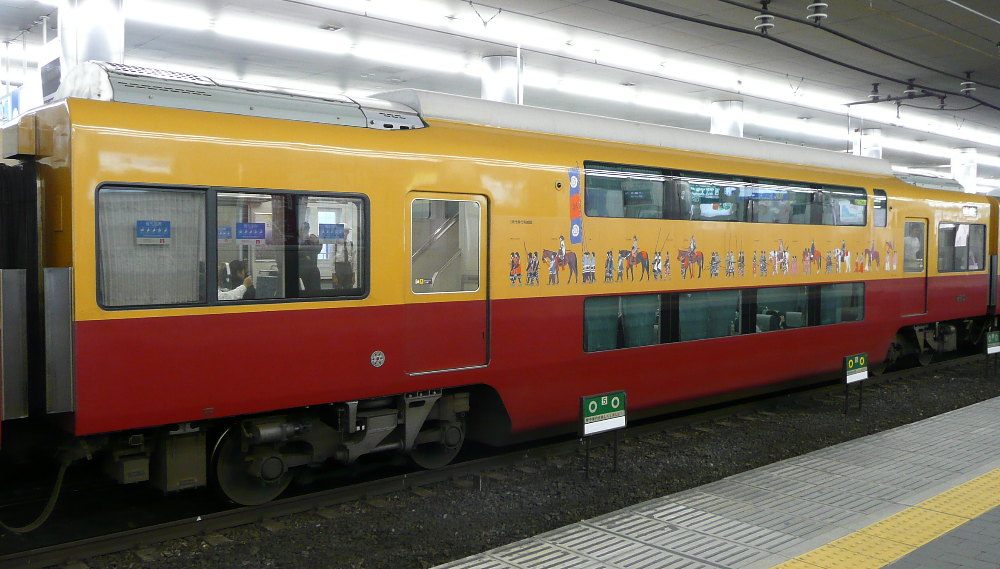
京阪8000系電車の2階建車両（旧塗装車）
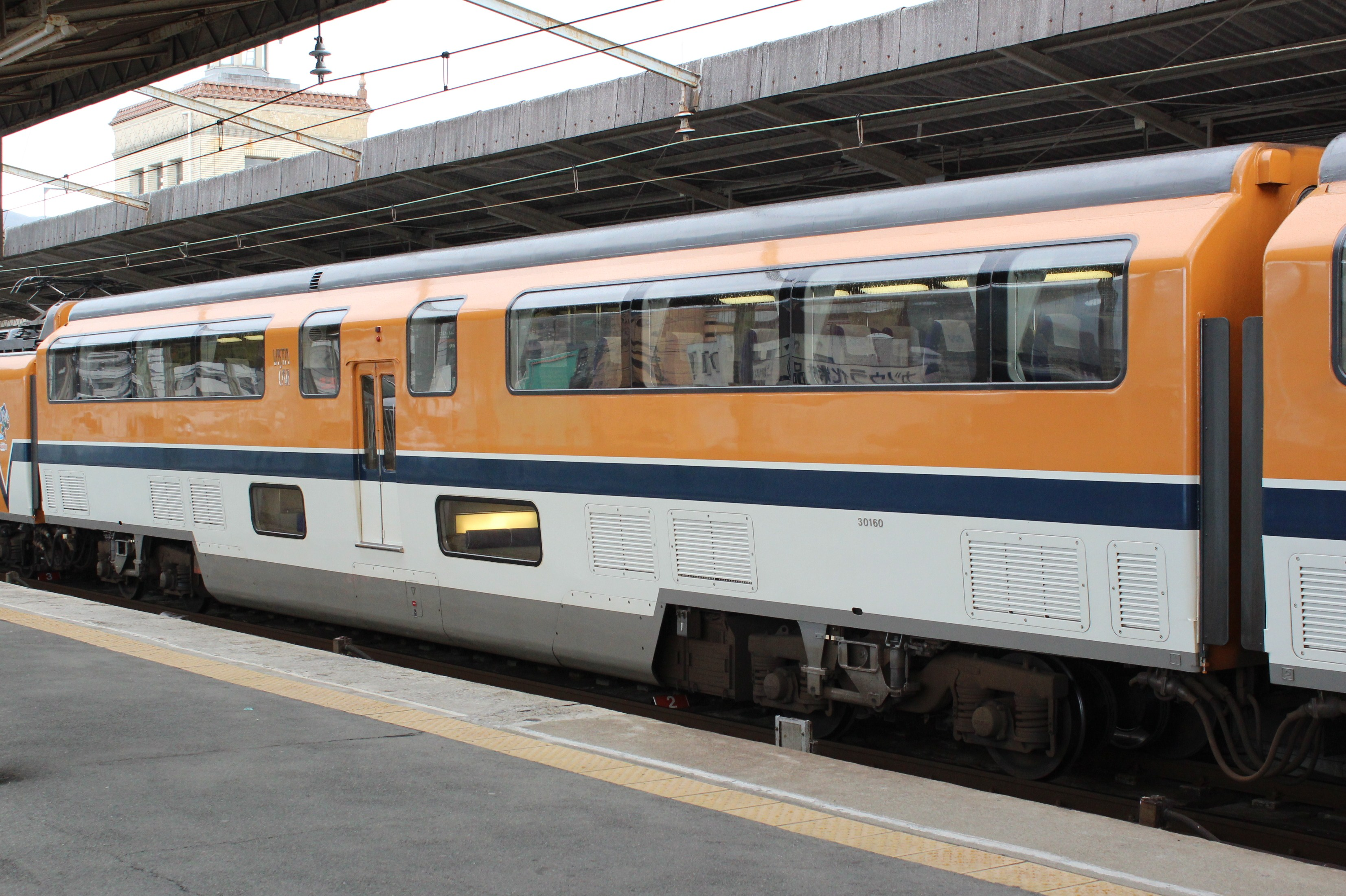
近鉄30000系電車（車体更新後、ビスタEX）の2階建車両
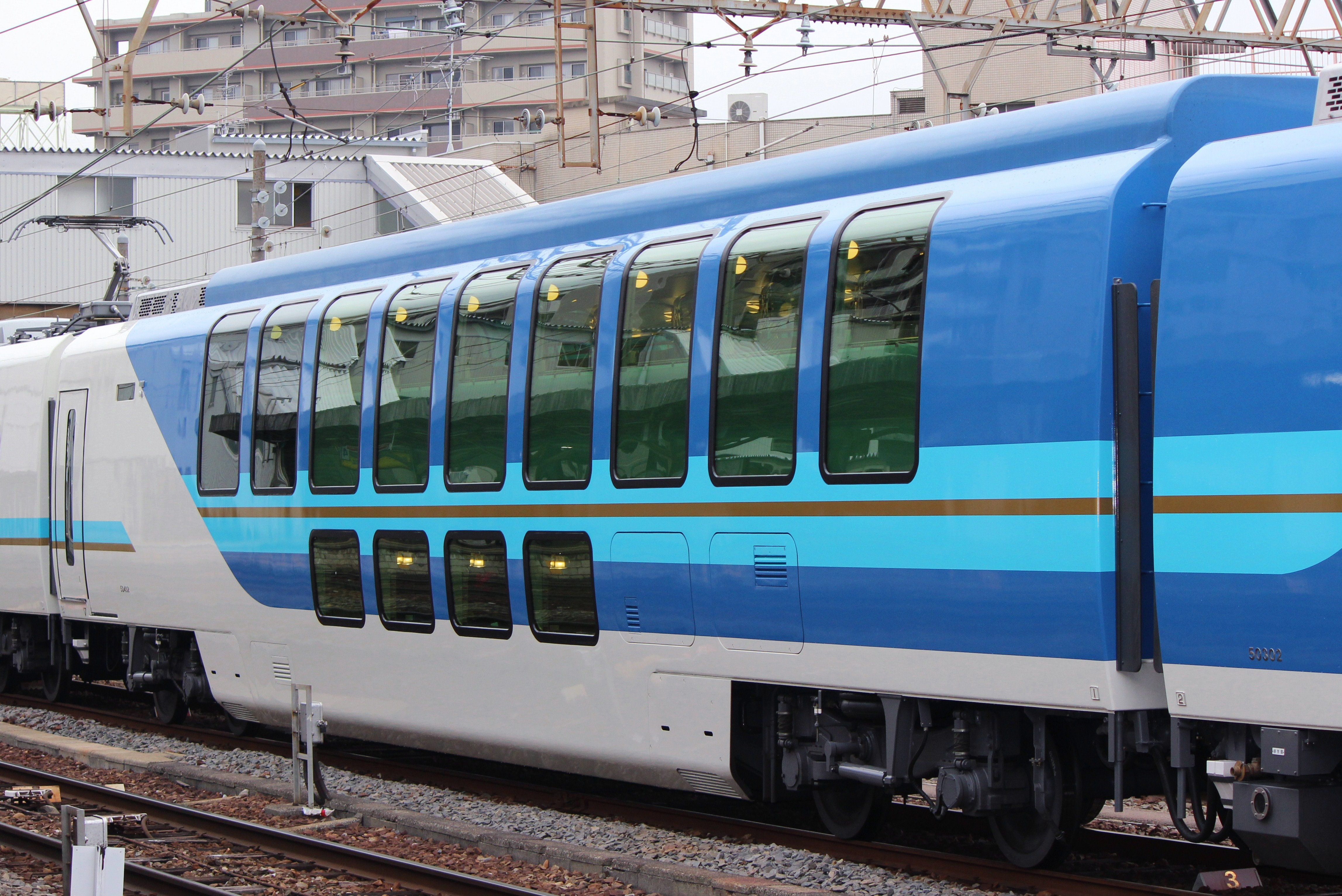
近鉄50000系電車「しまかぜ」の2階建車両